# Talgo

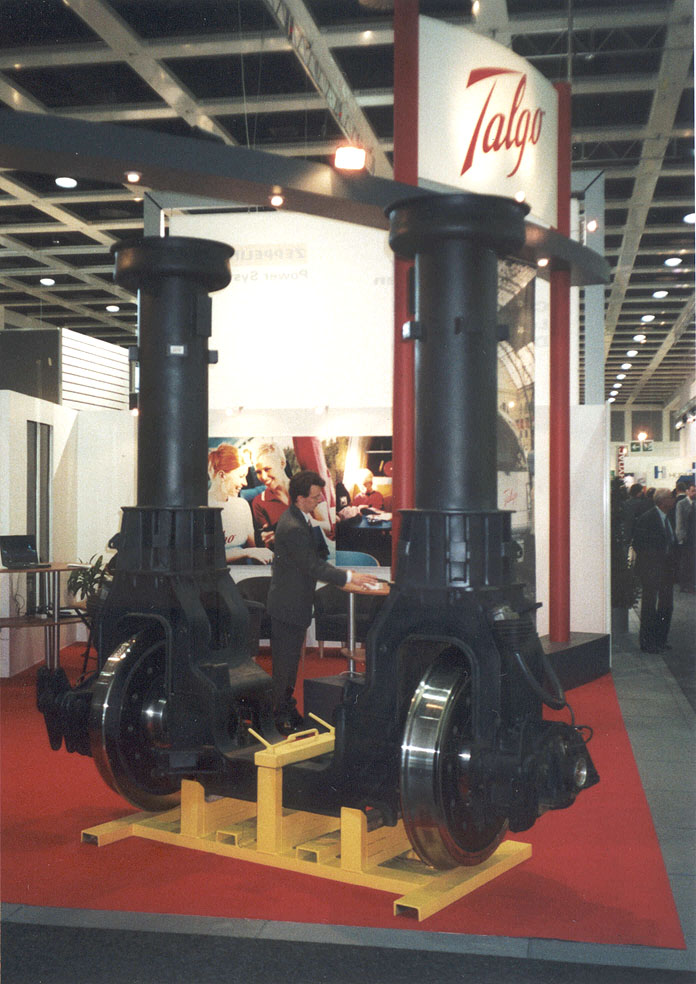
Umspurbares Talgo-Pendular-Laufwerksportal eines Talgo-6-Wagens. Der Wagenkasten stützt sich auf die Aluminiumsäulen über den Rädern ab. An deren oberen Ende sind die Luftfedern zu erkennen, welche in den Bögen das Auspendeln der Wagenkästen ermöglichen.

Als Talgo – spanisches Akronym für Tren articulado ligero Goicoechea Oriol (deutsch Gliederzug in Leichtbauweise nach Goicoechea und Oriol) – werden vom Unternehmen Talgo entwickelte Gliederzüge bezeichnet. Sie werden im Schienenpersonenfernverkehr auf Tages- und Nacht-Relationen sowie im Hochgeschwindigkeitsverkehr eingesetzt, wobei einige Züge umspurbare Laufwerke besitzen.
Viele Talgo-Züge verkehren mit eigens für sie entwickelten Triebfahrzeugen; teilweise sind diese mit den Personenwagen zu betrieblich nicht trennbaren Triebzügen verbunden.

## Das Talgo-Konzept

### Die ersten Talgozüge
Das Konzept der Talgozüge entstand Ende der 1930er Jahre. Der von Alejandro Goicoechea entwickelte Zug sollte gegenüber den damals üblichen Zügen auf den teilweise kurvenreichen Strecken Spaniens eine höhere Fahrgeschwindigkeit erlauben. Dazu musste die Masse reduziert und der Bogenlauf verbessert werden. Anstelle des bisherigen Ansatzes, einen langen Wagenkasten auf kurze Drehgestelle mit durchgehenden Achsen aufzusetzen, wählte Goicoechea kurze Wagenkästen mit einzelnen auf Stummelachsen sitzenden Losrädern. Zu jedem Wagenkasten gehört jeweils nur an einem Ende ein Laufwerk, während sich das andere Ende auf den Nachbarwagen abstützt. Nur der führende Endwagen verfügt über zwei Laufwerke.
Durch die Laufwerksgeometrie der aufeinander aufgesattelten Wagenkästen stellen sich die Losradsätze bei Vorwärtsfahrt in den Bögen beinahe radial ein, so dass die Spurkränze im Vergleich zu konventionellen Fahrzeugen weniger stark anlaufen und dadurch die Gleiskräfte kleiner werden. Sinuslauf tritt an den Laufwerksportalen der Mittelwagen nicht auf, bei den Endwagen bis zu den Bauarten Talgo III und RD ebenfalls nicht.
Weil Drehgestelle entfallen und die Laufwerksteile zwischen den Wagenkästen untergebracht sind, liegt der Fußboden wesentlich tiefer über den Schienen als bei konventionellen Wagen. Neben einer tiefen Schwerpunktlage ergibt sich dadurch ein Niederflureinstieg, was für die damalige Zeit sensationell war.
Talgoeinheiten sind gegenüber konventionellen Reisezugwagen wesentlich leichter. Dies rührt einerseits aus einem konsequenten Leichtbau, andererseits aber auch vom kleineren Querschnitt der Wagenkästen und den gleichmäßiger über den Zug verteilten Laufwerken. Die geringere Zugmasse erlaubt bei gleicher Leistung der Lokomotiven höhere Fahrgeschwindigkeiten.
Weil sich die Masse der einzelnen Wagen hälftig auf das Laufwerk des Nachbarwagens abstützt, können Talgoeinheiten nur in Werkstätten gekuppelt und getrennt werden. Derartige Einheiten werden als Gliederzüge bezeichnet. Der Nachteil ist, dass bei Störungen kein einzelner untauglicher Wagen ausgesetzt werden kann, sondern die ganze Einheit ausfällt. Um das Risiko von Komplettausfällen zu minimieren, werden die Züge meist von einem Talgo-Techniker begleitet. Dies gilt im Besonderen für die internationalen Verbindungen und innerhalb Deutschlands, wo bei Ausfall des Zuges kein betrieblich gleichwertiger Ersatz zur Verfügung steht. Alle Talgozüge werden durch die Herstellerfirma in Zusammenarbeit mit dem jeweiligen Betreiber in spezialisierten Unterhaltsanlagen gewartet.

### Moderne Talgozüge
Das grundsätzliche Konzept der Talgozüge wurde im Verlaufe der Zeit nicht verändert, lediglich einzelne Details wurden verbessert.

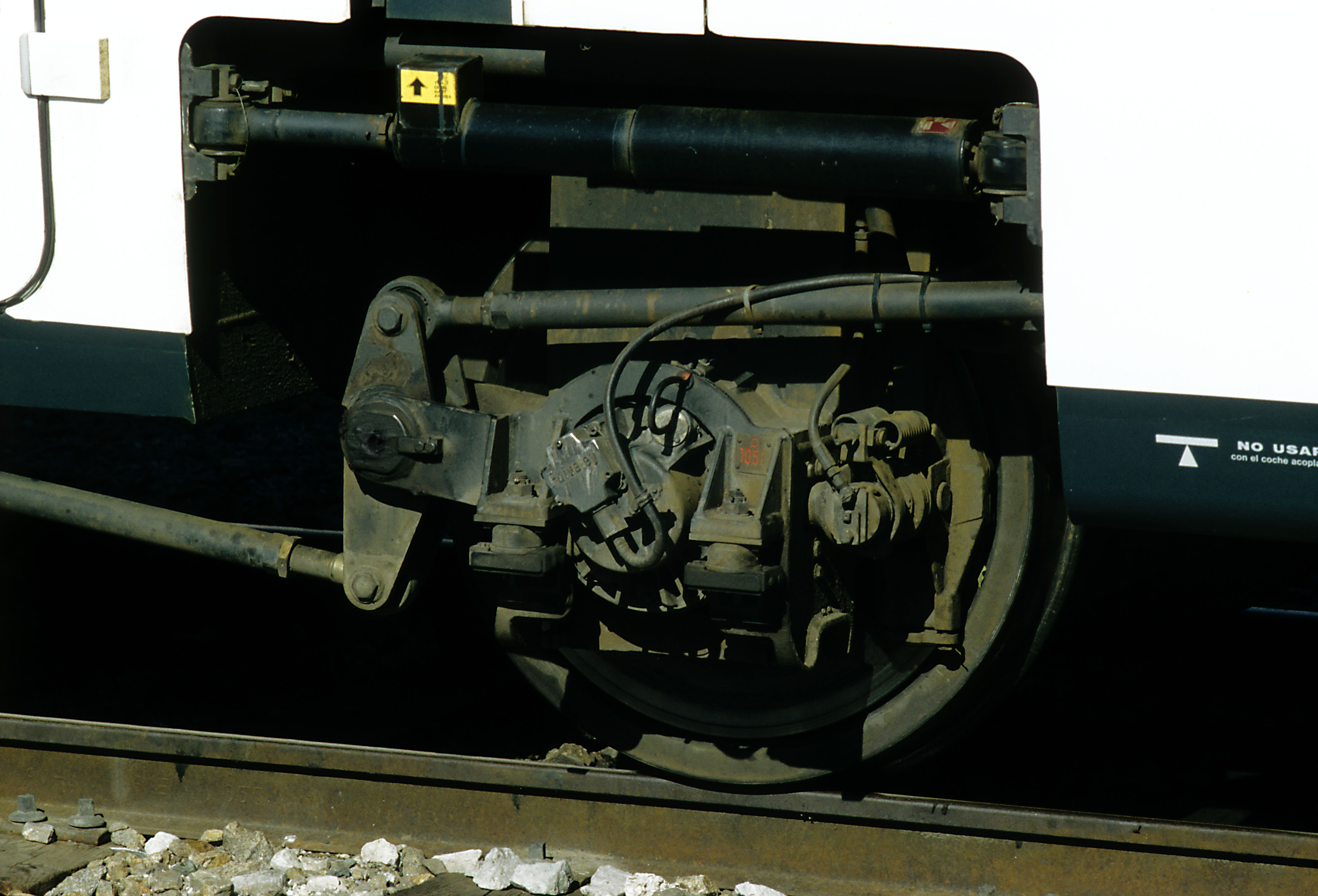
Mittelwagenlaufwerk einer Talgo-200-Einheit in Breitspurstellung. Die Lenkerstangen führen das Laufwerk winkelhalbierend zwischen den Wagenkästen. Auf der Führung unter dem Achslager gleitet das Laufwerk in der Spurwechselanlage, um die Laufräder entlastet verschieben zu können.

Ab der Talgo-III-Generation sind die Laufwerke an den Wagenkästen drehbar gelagert und werden über Lenkerstangen zu den Wagenkästen in Bögen zum Krümmungsmittelpunkt hin ausgerichtet. Die auf Halbachsen sitzenden Räder eines Laufwerkes sind über ein Portal miteinander verbunden, das die Sekundärfederung und die Auflage für den Nachbarwagen trägt. Eine zusätzliche Primärfederung gibt es nur bei den Wagen der Bauart Talgo 350.
Bei den Einheiten der Bauart Talgo 7 hat nicht mehr ein Endwagen zwei Laufwerke, sondern der Barwagen in der Mitte des Zuges. Dadurch können für beide Endwagen die gleichen Wagenkästen und Laufwerke verwendet werden.
Die Mittelwagenkästen der Pendular-Bauarten sind mit einer Länge von 13.140 mm etwa halb so lang wie ein 26.400 mm langer konventioneller europäischer Reisezugwagen. Der kurze Wagenkasten wird in selbsttragender Aluminiumleichtbauweise hergestellt. Ein Talgowagen der zweiten Klasse wiegt 14 t, wovon 2,5 t auf das Laufwerk entfallen.
Spurwechsellaufwerk
Die Talgo III RD verfügten erstmals über die Möglichkeit, während der Fahrt die Spurweite zu verändern. Heute sind etwa zwei Drittel der in Spanien eingesetzten Talgo-Pendular-Fahrzeuge sowie die Nachfolger Talgo 7 und die Triebzüge der Baureihe 130 spurwechselfähig. Bei den Laufwerken, die für den Spurwechsel vorgesehen sind, ist die Stummelachse mit der darauf sitzenden Radscheibe samt Achslagern seitlich verschiebbar angeordnet. Zwei von der Fahrzeugunterseite lösbare Sicherungskeile halten die Achslager in der für die zu befahrenden Spurweite notwendigen Position.
In der Spurwechselanlage greifen vier T-Schienen in eine Nut der Sicherungskeile und ziehen diese in die Löseposition nach unten. Dadurch werden die Laufräder entriegelt. Durch seitliche Führungsschienen werden die Radscheiben mit den Stummelachsen und Achslagern in die neue Position verschoben. Am Ende des Spurwechsels lassen die T-Schienen die Sicherungskeile in ihre ursprüngliche Lage zurückgleiten, wo sie durch Federkraft gehalten werden.
Während des gesamten Spurwechselvorganges gleitet das Laufwerksportal auf Kunststoffhilfskufen über seitliche Führungsschienen, die zur Reduzierung der Reibung mit Wasser besprüht werden.

## Entwicklung und Generationen

### Talgo-Versuchsträger
Im Jahr 1941 fertigte Alejandro Goicoechea für sein geplantes Zugkonzept einen Versuchsträger ohne Aufbauten. Er bestand lediglich aus angelenkten dreipunktgelagerten Wagenelementen und Einzelrädern. Bei diesen Elementen handelte es sich um zusammengeschweißte Metall-Dreiecke, die Räder waren Lastkraftwagenräder mit Spurkränzen.
Mit diesem zwölfteiligen Versuchsträger (Ur-Talgo) fanden im August 1941 zwischen Madrid und Leganés Testfahrten hinter einer Dampflokomotive statt. Es wurden dabei verschiedene Gleisgeometrien befahren und Geschwindigkeiten bis zu 75 km/h erzielt. Insgesamt verliefen die Versuche zufriedenstellend. Wegen seiner speziellen und von Sattelaufliegern abgeleiteten Kinematik konnte dieser Prototyp jedoch nur in einer Richtung verkehren. In der anderen Richtung liefen sämtliche Laufwerke einseitig am Schienenkopf an. Rangierfahrten in dieser Richtung waren jedoch möglich.

### Talgo I (Prototyp)
Als Talgo I wird der 1942 (im Gründungsjahr der Firma Talgo) hergestellte achtteilige Prototyp bezeichnet, im Gegensatz zum vorangegangenen Versuchsträger handelte es sich dabei um einen vollständig aufgebauten Zug. Der Zug bestand aus einem Dieseltriebkopf (mit dem Antriebsdrehgestell eines Ganz-Dieseltriebwagens) und sieben sehr kurzen nachlaufenden Wagengliedern mit halbrundem Querschnitt. Wie schon der Versuchsträger konnte auch der Prototyp nur in einer Hauptfahrrichtung verkehren. Als Besonderheit verfügte der aerodynamisch gestaltete Schlusswagen über einen Heck-Ausstieg. Im Oktober 1942 wurden mit dieser Garnitur bei einer Versuchsfahrt zwischen Madrid und Guadalajara bereits 115 km/h erreicht, im Januar 1944 waren es zwischen Madrid und Ávila bereits 135 km/h. Der Talgo I wurde nie im Regelbetrieb eingesetzt und fiel nach jahrelanger Abstellung einem Brand zum Opfer.

### Talgo II

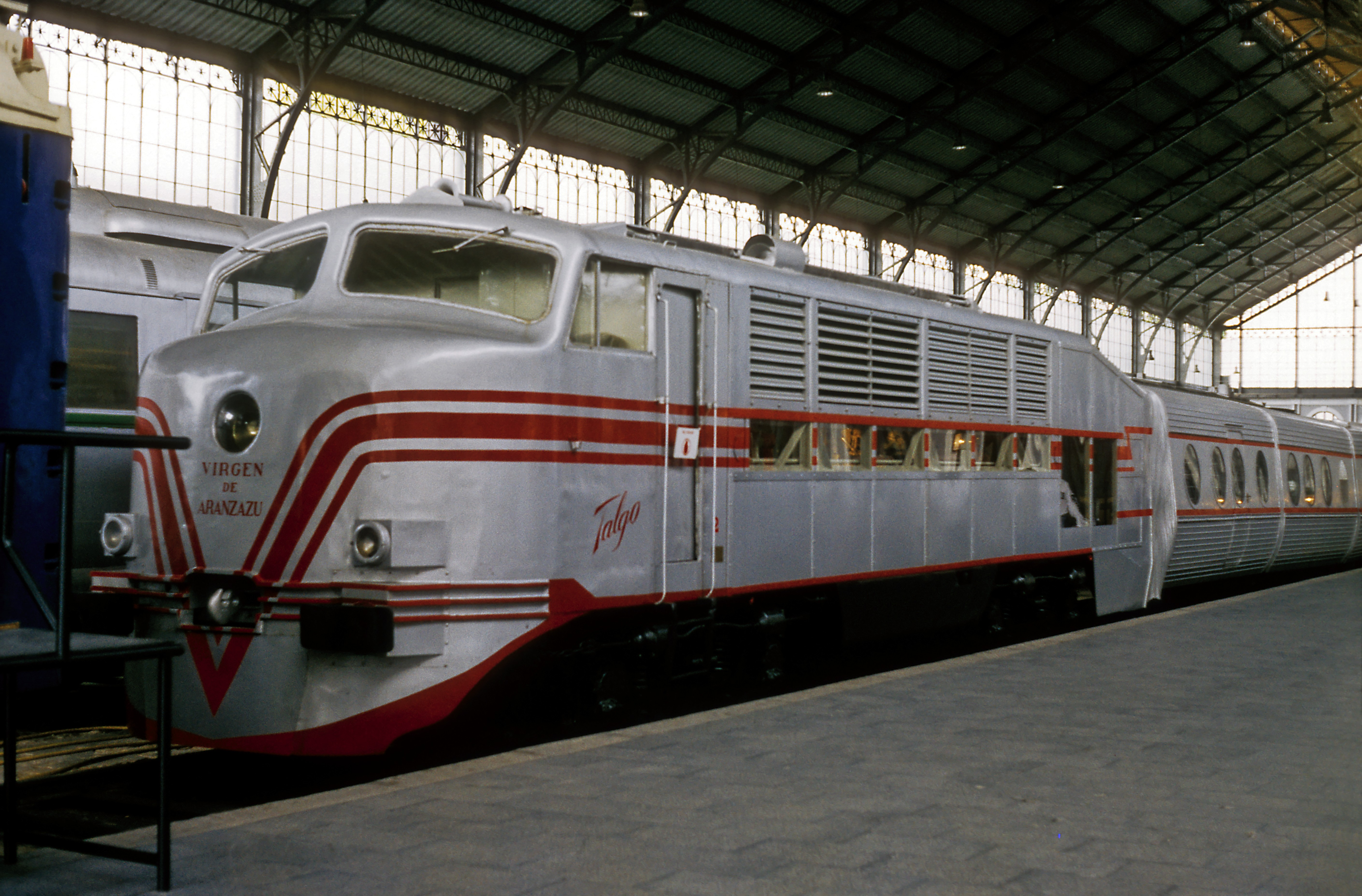
Talgo II

1950 wurden erstmals Talgozüge auf dem Netz der spanischen Staatsbahn Renfe eingesetzt. Da Talgo noch kein eigenes Fertigungswerk hatte und die spanische Waggonbauindustrie noch nicht in der Lage war, Leichtmetallkonstruktionen zu bauen, wurden die Dieseltriebköpfe und Wagen für drei Garnituren bei American Car and Foundry in den USA gebaut und nach Spanien verschifft. ACF baute ähnliche Fahrzeuge für den Einsatz in den USA, die dort jedoch nicht lange im Einsatz waren. Das Laufwerk entsprach dem des Talgo I, damit waren auch die Talgo-II-Einheiten nur in einer Richtung einsetzbar und mussten an den Endbahnhöfen über dafür eingerichtete Gleisdreiecke gewendet werden. Die Wagen entstanden in genieteter Aluminium-Differentialbauweise. Die Sitzwagen hatten keine Einstiegtüren; diese befanden sich in gesonderten Technikwagen, in denen auch die Toiletten, Gepäckregale und Klimaanlagen untergebracht waren. Am Schluss des Zuges befand sich ein Aussichtswagen mit großen Fenstern nach hinten. Die Talgo II wurden bis 1971 auf der Strecke Madrid–Hendaye eingesetzt, die Diesellokomotiven der späteren RENFE-Baureihe 350 danach umgebaut und mit nachgerüsteten Puffern und Schraubenkupplungen noch einige Jahre in anderen Diensten eingesetzt. Alle drei Einheiten sind erhalten und stehen in Eisenbahnmuseen in Madrid und Vilanova i la Geltrú sowie im Talgo-Werk Ribavellosa.

### Talgo III
Ab 1964 wurden erstmals von Talgo selbst gebaute Zuggarnituren eingesetzt, wiederum in genieteter Aluminiumbauweise. Diese Fahrzeuge hatten erstmals winkelhalbierend zwischen den Wagenkästen geführte Laufwerksportale und waren damit in beiden Fahrtrichtungen einsetzbar. Neu eingeführt wurde die besondere Talgo-Kupplung, eine nur etwa 500 mm über Schienenoberkante angeordnete Scharfenbergkupplung. Das jeweils führende Laufwerksportal wird über die Auslenkung der Kupplung radial eingestellt. Die Talgo III wurden ursprünglich mit in der Höhe angepassten Diesellokomotiven der Baureihe 352 (ex 2000T, Einrichtungsbauart) und 353 (ex 3000T, Zweirichtungsbauart) bespannt. Diese Lokomotiven waren auch mit einem Hilfsdiesel für die dreiphasige Energieversorgung des Wagenzuges ausgerüstet.

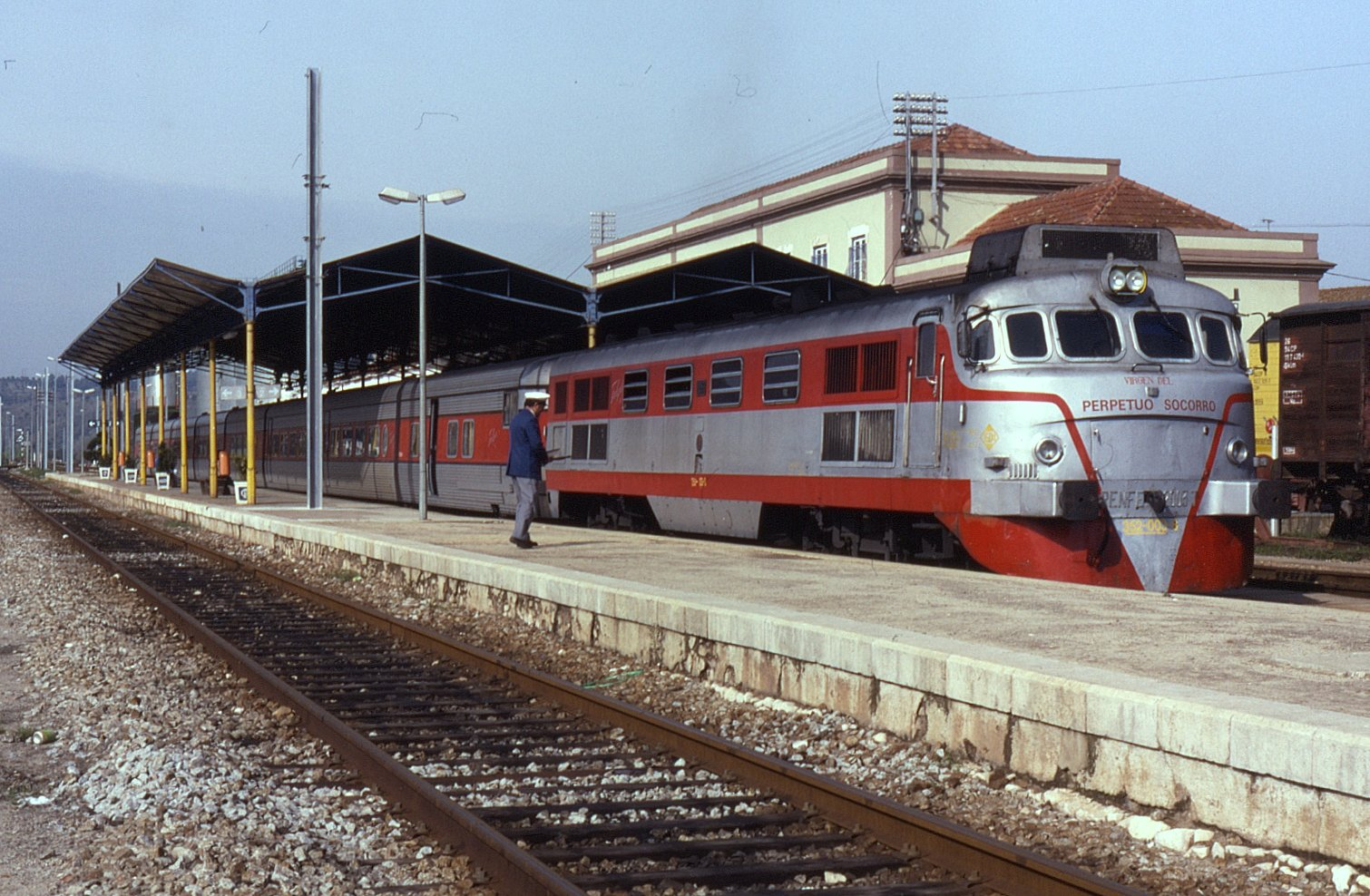
Talgo III in Abrantes mit Diesellokomotive 352 003 „Virgen del perpetuo Socorro“ der Baureihe 2000-T von Krauss-Maffei (1993)
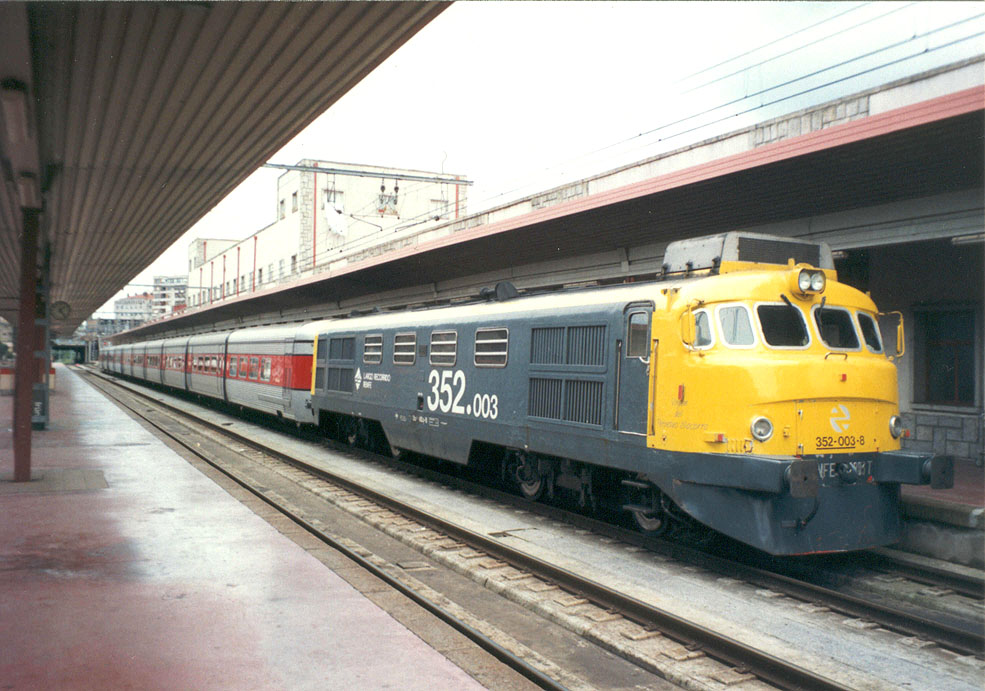
Talgo III mit Lok 352 003 „Virgen del Perpetuo Socorro“ in der Farbgebung „Taxi“ (1997)
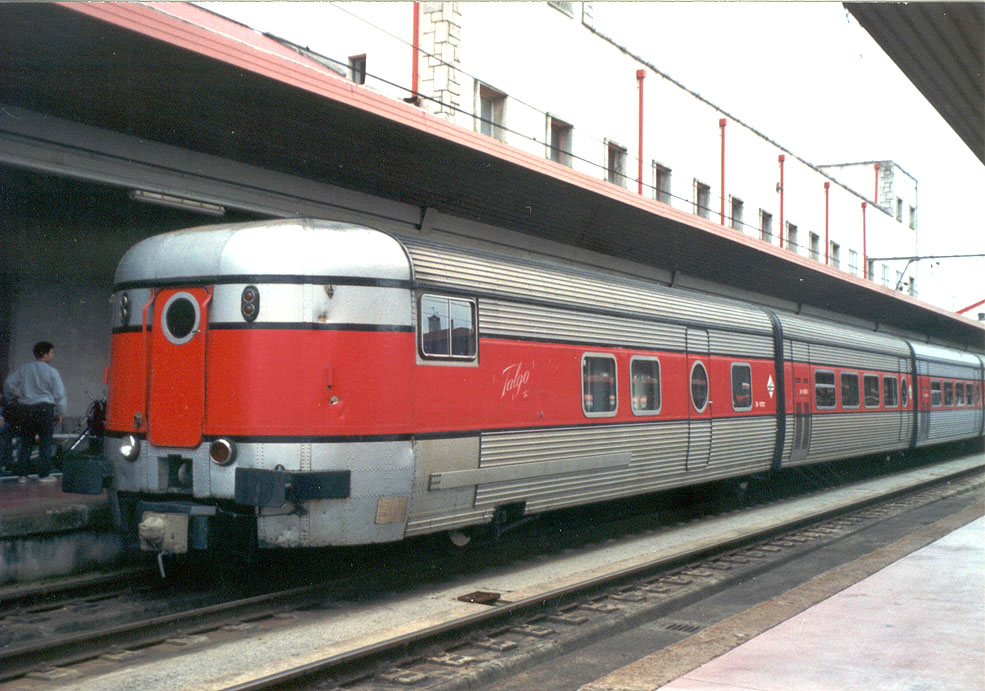
Abgekuppelter Talgo III in Irun (1997)
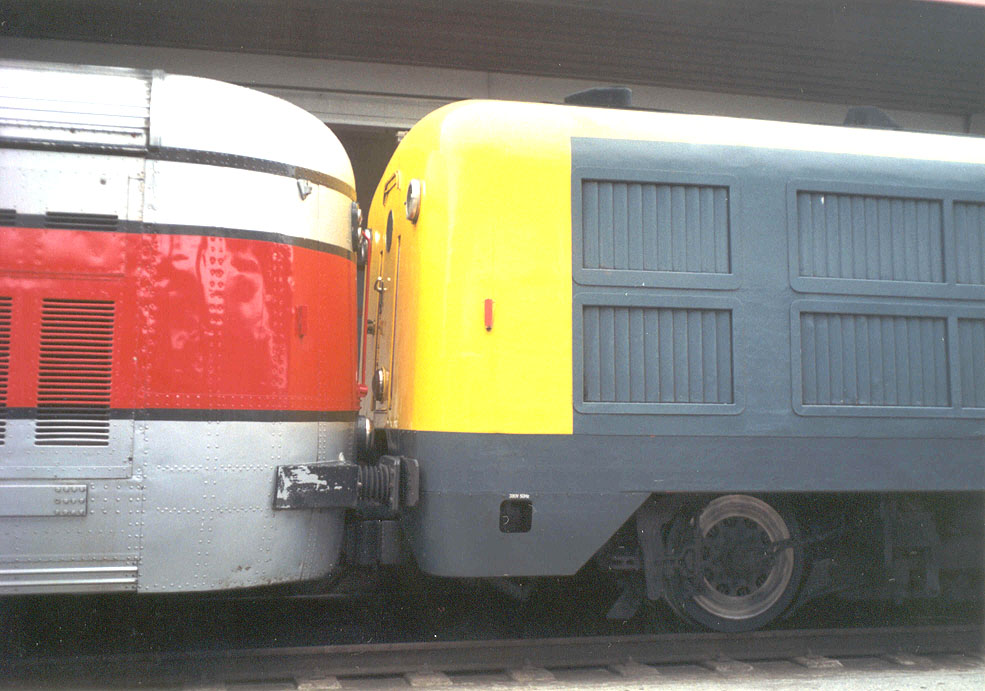
Nahtstelle von Lok und erstem Wagen

#### Generatorwagen

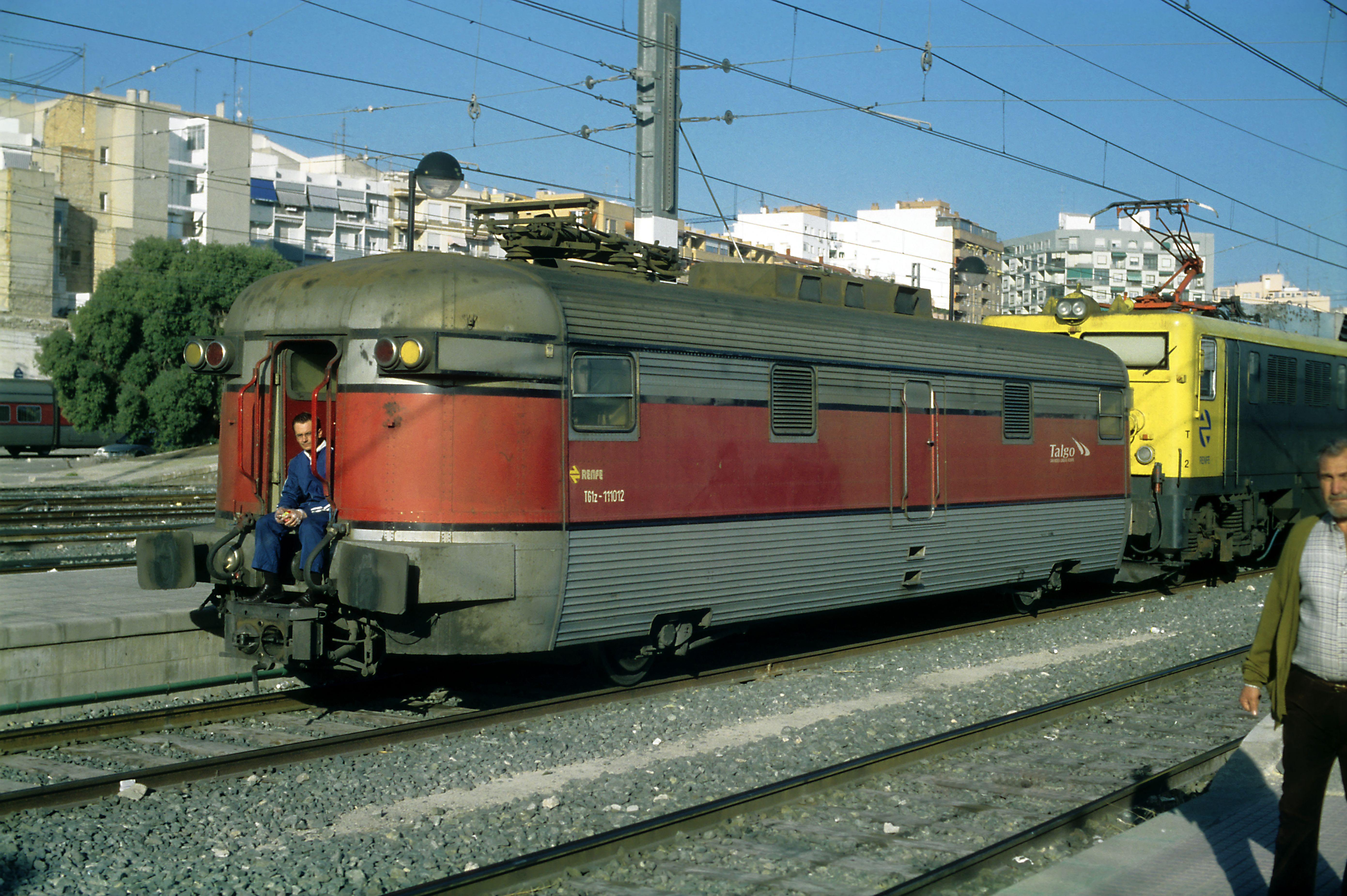
Ein Talgo-III-Generatorwagen

Um nicht auf elektrifizierten Strecken unwirtschaftlich unter der Fahrleitung mit Dieselloks fahren zu müssen, entstanden wenig später zweiachsige Energieversorgungs- und Kuppelwagen, womit die Züge auch mit anderen Loks bespannt werden konnten. Diese ständigen Begleiter der Talgo-III-Züge werden im Spanischen Manso (dt. „Leithammel“) genannt. Sie haben an beiden Enden Regelschraubenkupplung mit Seitenpuffern zum Kuppeln mit Regelfahrzeugen und zusätzlich darunter die Talgo-Scharfenbergkupplung. Im Innern befindet sich ein rotierender Umformer, der die 3 kV der Zugsammelschiene in die für die Wagen benötigten 3×380 V wandelt. Ein zusätzlicher Dachstromabnehmer ermöglicht, den Wagenzug im Stand unter der Fahrleitung mit Energie zu versorgen, wenn keine Lok angekuppelt ist. Bei Ausfall der Fahrleitungsspannung stellt ein Dieselgenerator die Beleuchtung des Zuges sicher.

#### Betrieblicher Einsatz
Seit 2009 sind alle Talgo-III-Wagen ausgemustert. Der letzte Zug mit dem Namen des Philosophen Miguel de Unamuno verkehrte bis Juli 2009 von Barcelona aus in Richtung Norden. Die vereint ausfahrenden Wagengruppen wurden unterwegs getrennt und liefen die Städte Hendaye, Burgos und Salamanca an. Diese Möglichkeit des schnellen Kuppelns und Trennens von mehreren Einheiten wurde von Anfang an genutzt. Auf diesen Strecken werden seither Alvia-Züge eingesetzt.

### Talgo III RD (spurwechselfähig)

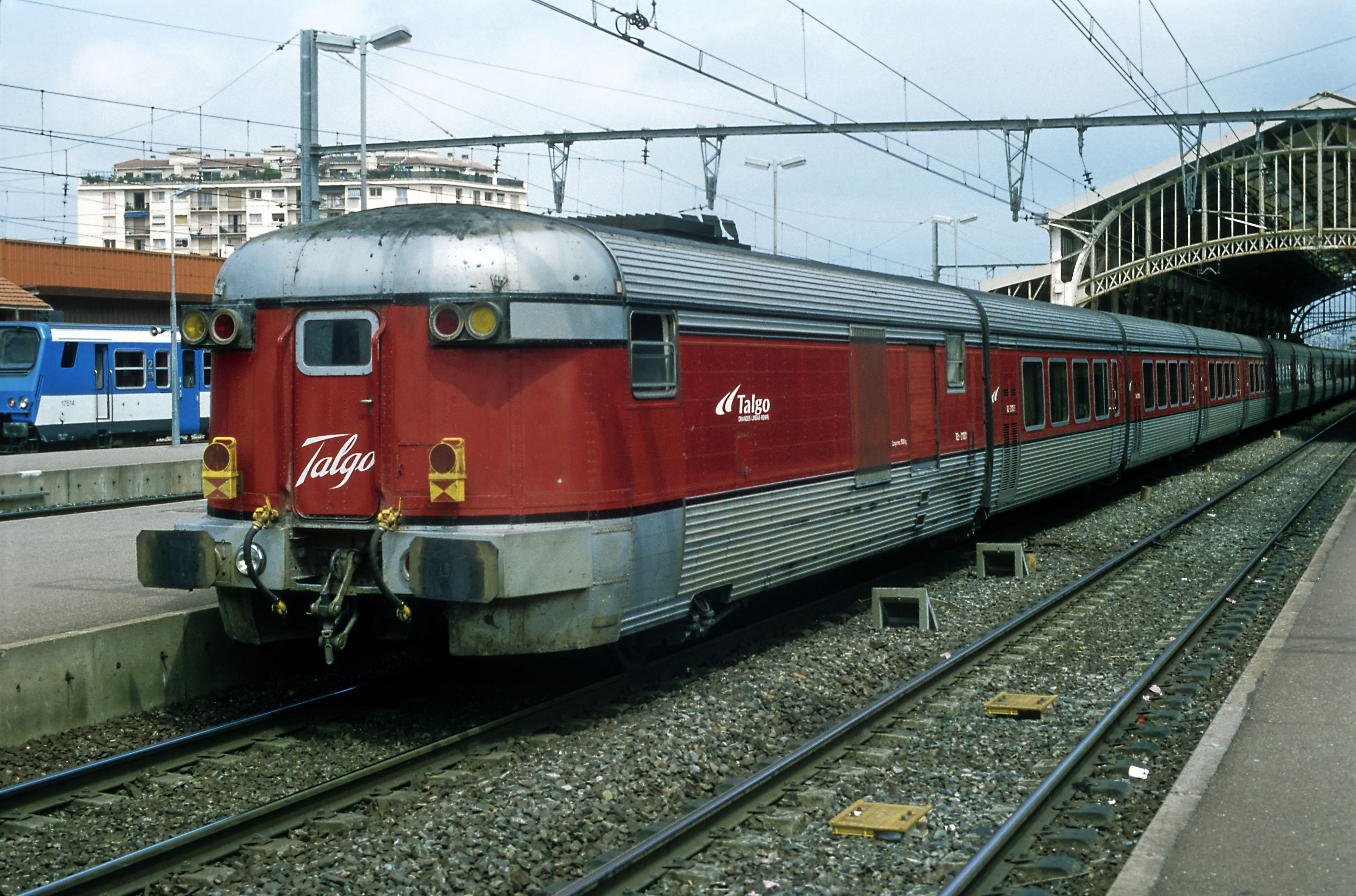
Talgo III RD auf Normalspur in Perpignan („Catalán-Talgo“)

Um vom spanischen Breitspurnetz ohne Austausch von Radsätzen oder Laufwerksteilen auf Normalspurgleise wechseln zu können, entwickelte Talgo Laufwerke, bei denen der Abstand der Radscheiben verstellt werden kann und somit Gleise verschiedener Spurweiten befahren werden können. Diese Laufwerke wurden erstmals in Wagen der Talgo-III-Generation eingebaut. Die zusätzliche Bezeichnung RD steht für spanisch ‚Ruedas Desplazables‘, übersetzt verstellbare Räder.
Der Spurwechsel erfolgt in einer Umspuranlage, in der die Radscheiben entlastet, entriegelt, durch Gleitstücke in die neue Lage gedrückt und in dieser wieder verriegelt werden. Der fahrplanmäßige Einsatz begann am 12. November 1968 mit einer Verbindung Madrid–Paris mit Umspurung in Irún, 1969 folgte der Catalán-Talgo Barcelona–Genf mit Umspurung in Portbou, der zunächst als Trans-Europ-Express verkehrte. Die letzten Talgo-III-RD-Wagenzüge fuhren bis zum 18. Dezember 2010 auf der Verbindung Barcelona–Montpellier.
Die Einheiten unterschieden sich in weiteren Details von den nichtumspurbaren Talgo-III-Fahrzeugen. Die Wagenkästen waren schmaler, um in das UIC-505-Profil zu passen. Die Endwagen waren mit Regelschraubenkupplungen ausgerüstet, die tiefliegende Talgo-III-Scharfenbergkupplung gab es hier nicht. In den Endwagen befanden sich Dieselgeneratoren für die Zugenergieversorgung. Die Laufwerke der Endwagen wurden über die Puffer gesteuert, was bei den Lokomotiven spezielle Hydraulikpuffer erforderte. Mittelwagen der Generation Talgo III RD gab es als Sitzwagen erster Klasse (später teilweise zur zweiten Klasse umgebaut), Speiseraumwagen, Küchenwagen mit Bar sowie Schlafwagen.

### Talgo Pendular (passive Neigetechnik)

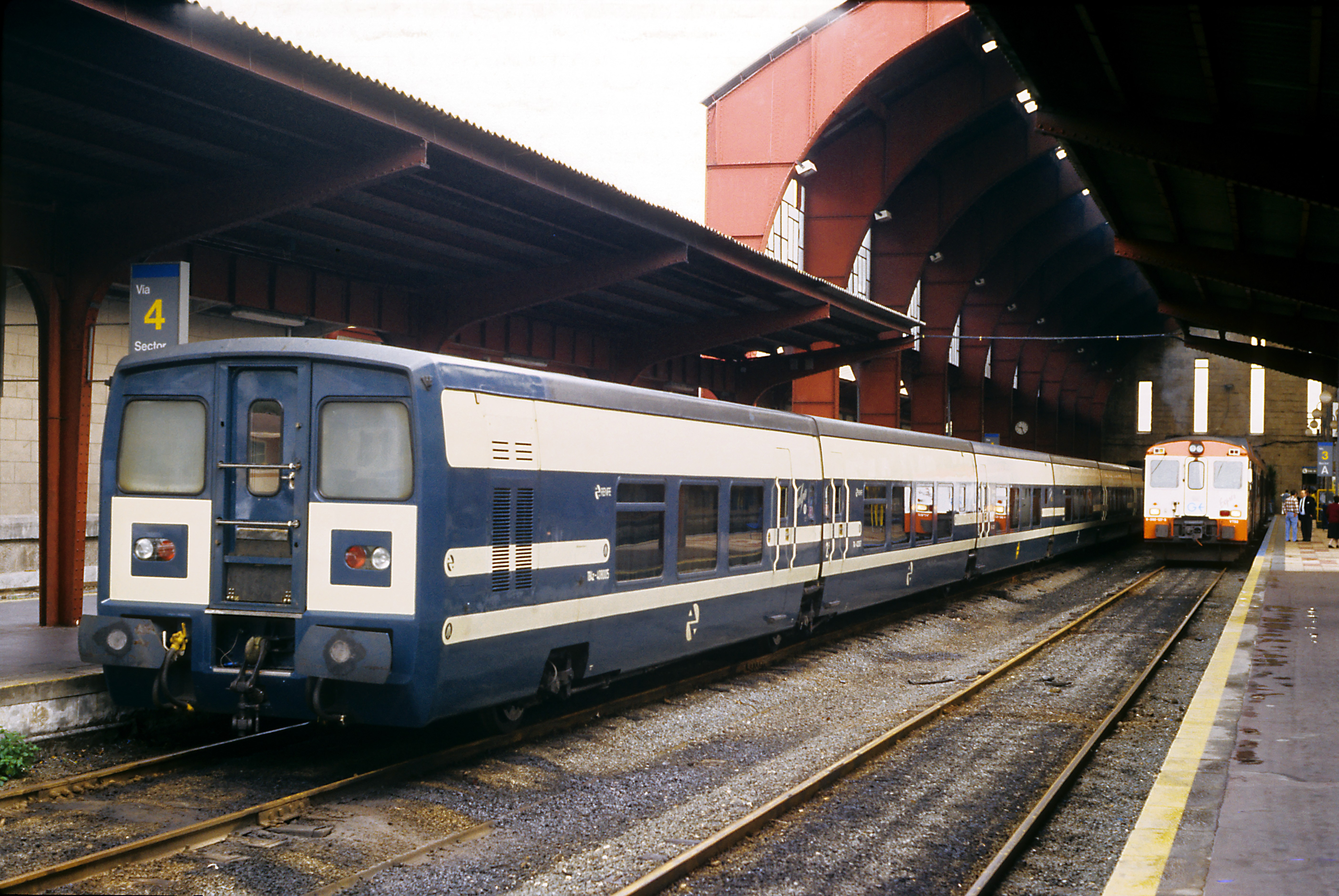
Talgo IV im Lieferanstrich (La Coruña, 1994)

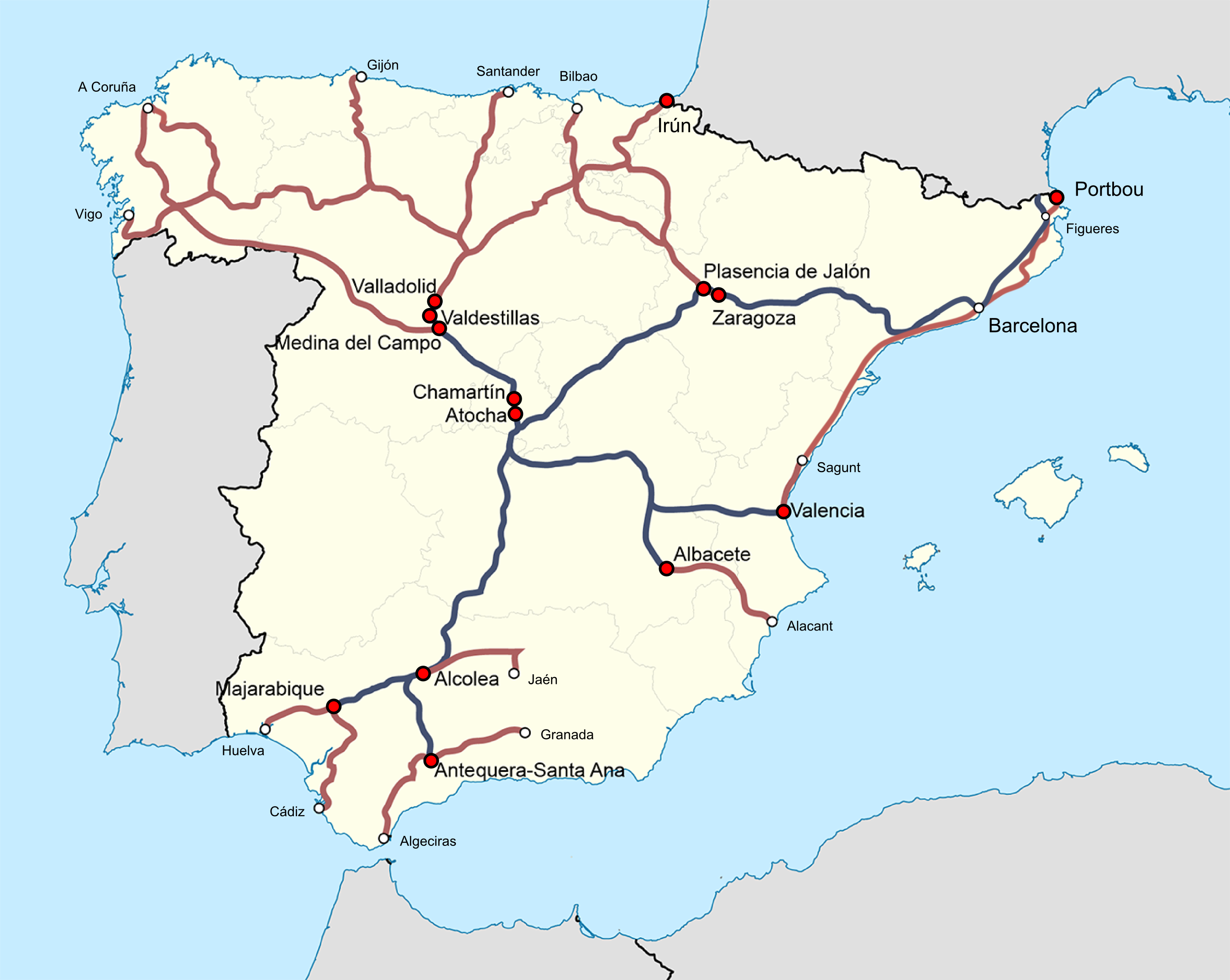
Spurwechselanlagen in Spanien für Züge mit Talgo-Radsätzen (Stand 2014).
Die Normalspurstrecken sind in Blau, die Strecken in iberischer Breitspur in Braun dargestellt; die Umspuranlagen sind die roten Punkte.

Ab 1980 wurden Talgo-Pendular-Züge in Dienst gestellt. Der Wagenkasten wurde vollständig überarbeitet, verlängert und aus Aluminium-Strangpressprofilen geschweißt. Die Wagen sind mit einer passiven Neigetechnik ausgerüstet. Der Kasten stützt sich auf zwei über den Rädern liegenden Aluminiumsäulen mit obenliegenden Luftfedern. In Bögen pendelt der Kasten durch die auf ihn wirkende Zentrifugalkraft nach außen. Mit dieser Technik lässt sich eine Auslenkung von etwa 3,5° erreichen, was etwa der halben Auslenkung von Fahrzeugen mit aktiver Neigetechnik entspricht. Da die Bewegung im Vergleich zur aktiven Neigetechnik relativ langsam erfolgt, wird sie durch die Fahrgäste kaum wahrgenommen. Die Züge werden über einen Dieselgenerator in einem Endwagen mit Energie versorgt. Der Generatorwagen ist in der Regel der Endwagen mit nur einem Laufwerk. Für besonders lange Züge, die nicht von einem Dieselgeneratorsatz versorgt werden können, existieren auch Generatorendwagen mit zwei Laufwerken. Sie wurden vorwiegend mit den Nachtzügen eingesetzt. Die Endwagen erhielten geschlossene Wagenübergänge mit in zusammengelegtem Zustand in die Stirnwände integrierten Faltenbälgen. Diese Faltenbälge entsprechen jedoch nicht der international genormten Bauart für Reisezugwagen und können nur untereinander verbunden werden.
Die Talgo-Pendular-Züge gibt es in folgenden Untervarianten:

#### Talgo 4
Von 1980 bis 1988 wurden 26 Züge der ersten Generation Talgo Pendular gebaut. Die Sitz- und Schlafwagen besitzen keine Spurwechsellaufwerke und verkehren deshalb nur auf dem iberischen Breitspurnetz. Äußerliche Kennzeichen dieser Bauart sind große Seitenfenster und nach innen öffnende Klapptüren mit außenliegenden Handstangen. Eine Wendezugsteuerung ist nicht eingebaut. Zwei Einheiten wurden 2010 nach Argentinien verkauft.

#### Talgo 5
1981 wurden sechs Schlafwagenzüge mit Spurwechsellaufwerken für den Paris-Madrid-Talgo gebaut, wo sie die Talgo-III-RD-Wagen ablösten. Seit 1991 sind sie auf rein innerspanischen Verbindungen im Einsatz. Die Betten in den Schlafwagen sind schräg zur Fahrrichtung angeordnet, damit der Platz besser ausgenutzt werden kann.

#### Talgo 6

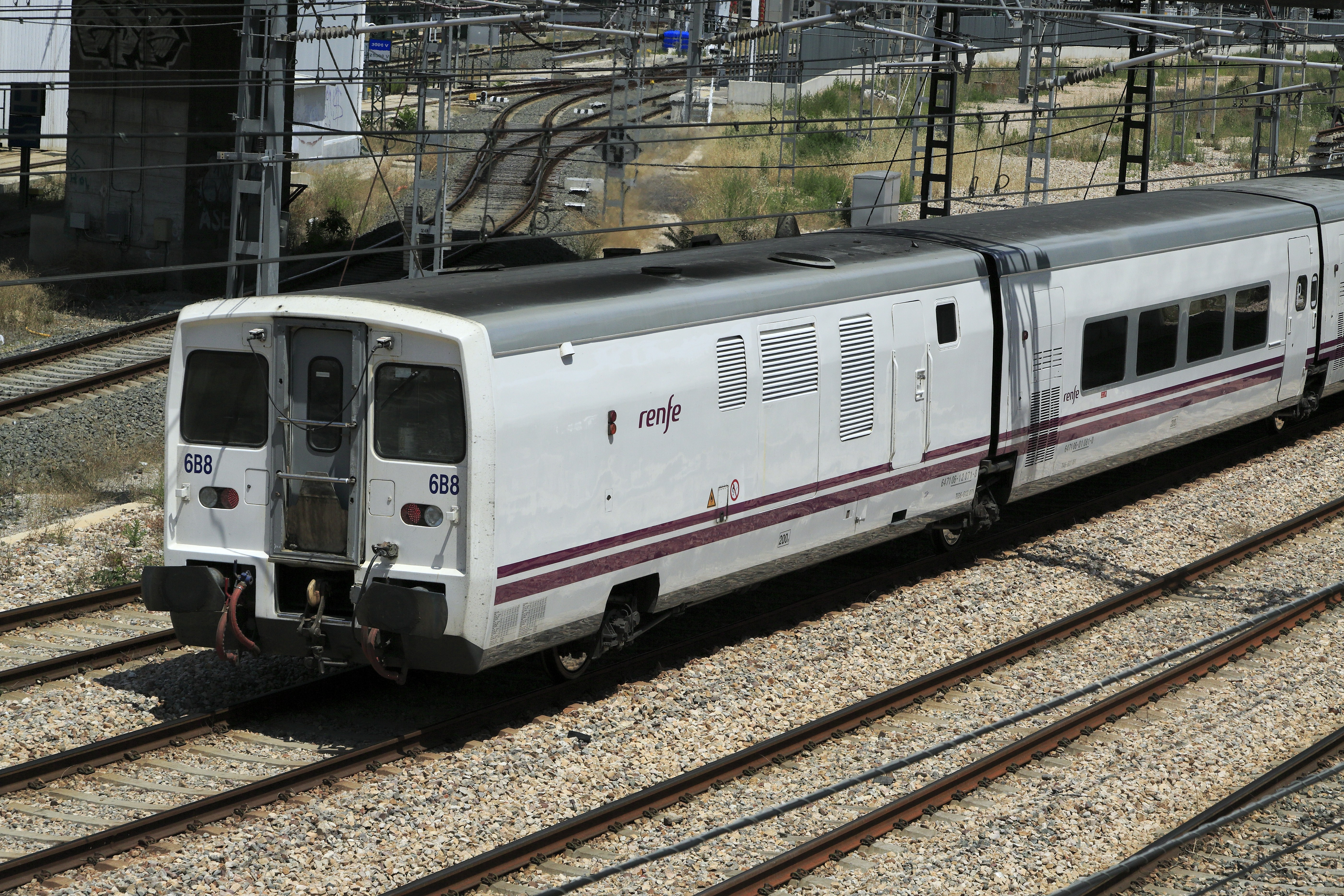
Talgo VI, Generatorendwagen (Bf Valencia Norte)

Für diese Generation wird neben der Bezeichnung Talgo 6 auch die Bezeichnung Talgo 200 verwendet. Die Züge wurden nochmals überarbeitet und erhielten eine bessere Luftfederung, die ep-Bremse für den Einsatz mit einer Geschwindigkeit von 200 km/h, geschlossene Toiletten und Schwenkschiebetüren mit einer zentralen Türschließ- und Blockiereinrichtung. Die Endwagen wurden mit Führerständen mit einer vollwertigen, jedoch nur selten genutzten Wendezugsteuerung ausgerüstet. Mit der 1992 zwischen Madrid und Sevilla eröffneten ersten normalspurigen Hochgeschwindigkeitsstrecke entstand ein neuer Bedarf an Rollmaterial mit Spurwechselfahrwerken für den Einsatz im innerspanischen Verkehr. Neu errichtete Spurwechselanlagen erlauben den Übergang zwischen dem Hochgeschwindigkeitsnetz und dem Breitspurnetz. Dadurch profitieren auch Städte von besseren Verbindungen, die nicht direkt an den neu gebauten Hochgeschwindigkeitsstrecken liegen.
Von den Talgo-6-Wagen wurden 1989 bis 1999 in vier Serien 353 Schlaf- und Sitzwagen gebaut, die in 28 Zügen sowohl innerhalb Spaniens als auch im internationalen Verkehr eingesetzt sind. Der erste Einsatz erfolgte in den Nachtzügen Pau Casals Barcelona–Zürich beziehungsweise Salvador Dalí Barcelona–Mailand. Ab 1993 setzte die Renfe die ersten innerspanischen Tageszüge als Zuggattung Talgo 200 zwischen Madrid und Málaga ein. 2003 wurde der Namen in Altaria geändert.
Die nebenstehende Karte zeigt alle Umspuranlagen System Talgo, die in der offiziellen Beschreibung des spanischen Eisenbahnnetzes von 2014 aufgeführt waren.
Die von der Deutschen Bahn und von Amtrak beschafften Züge gehören ebenfalls zur Bauart Talgo 6. Sie sind jedoch nicht spurwechselfähig.
Eine Besonderheit der bei der Deutschen Bahn ehemals eingesetzten Talgo (Deutsche Bahn, 1994–2009)-Garnituren waren von der Zugsammelschiene der Lok gespeiste rotierende Umformer in den Endwagen, die den Drehstrom zur Versorgung der Wagen bereitstellten. Ihnen fehlte die Wendezugsteuerung, die Wagenübergänge waren ohne Faltenbälge ausgeführt worden.

### Talgo 7

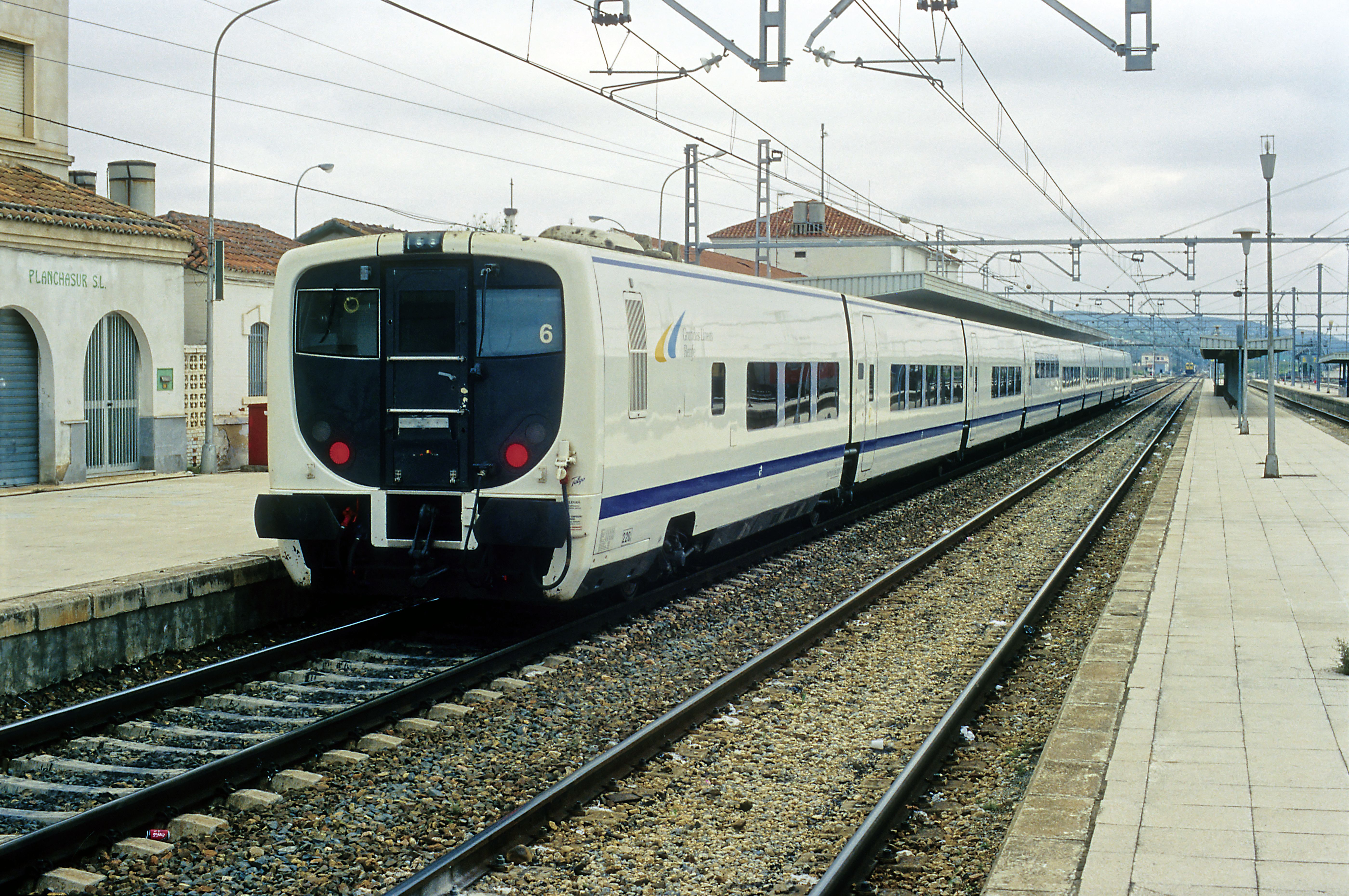
Talgo-7-Einheit in Linares-Baeza. Im Gegensatz zu früheren Talgo-Generationen gibt es keine Maschinenwagen mehr.

Aus dem Talgo Pendular wurde Ende der 1990er Jahre eine neue Generation Talgo-Wagen entwickelt, die folgende Neuerungen aufweist:
- An Stelle eines Endwagens hat der Barwagen zwei Laufwerke, so dass die beiden Endwagen wagenbaulich gleich sind.
- Das Dreiphasenwechselstromnetz für die Energieversorgung wird in den Endwagen nicht mehr mit einem Dieselgenerator erzeugt, sondern mit einem Wechselrichter, der vom Triebfahrzeug über die Zugsammelschiene mit Energie versorgt wird.
- Die Klimaanlagen sind nicht mehr an den Wagenenden, sondern unter den Wagen angebracht.
- Die Wagen sind mit hydraulischen Bremsen ausgerüstet, die vom Steuerventil über einen Druckübersetzer angesteuert werden.

Die Renfe hat von der Talgo-7-Generation auch Nachtzüge (Trenhotel) beschafft, die im Unterschied zu früheren Generationen keine Vierbettabteile mehr anbieten. Drei Garnituren werden an den italienischen Betreiber Arenaways vermietet.
Neben den lokbespannten Zügen werden Talgo-7-Wagen auch als Mittelwagen in den Hochgeschwindigkeitszügen Talgo XXI und Talgo 250 (RENFE-Baureihe 130) eingesetzt. Einige Talgo-7-Einheiten wurden zu Mittelwagenzügen der Reihe 130 umgebaut. Dabei entfielen die Wendezugsteuerung, die eingebauten Spitzen- und Schlusssignale und die Schraubenkupplung mit den Seitenpuffern. Die Führerstandsfenster wurden zugesetzt und eine Hochspannungsdachleitung zur Verbindung beider Triebköpfe eingebaut. Die Wagenzüge der Talgo 350 sind von der Bauart Talgo 7 abgeleitet. Sie sind allerdings nicht spurwechselfähig und nur normalspurig ausgeführt.

#### Talgo XXI (spurwechselfähig)

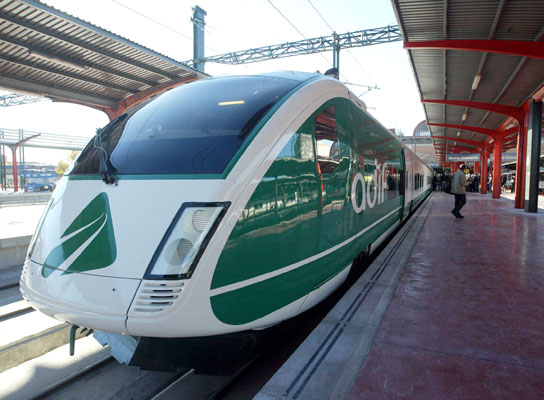
Talgo XXI der ADIF bei einer Messfahrt

Unter dem Namen Talgo XXI wurde im Jahr 2000 ein Projekt für Triebzüge aus Talgo-7-Wagen und wahlweise zwei Triebköpfen an beiden Enden oder Triebkopf und Steuerwagen an jeweils einem Ende vorgestellt. Die Talgo XXI wurden optional mit umspurbaren Laufwerken angeboten.
Bis zur Entwicklung der Talgo 250 wurde aber lediglich ein Prototyp gebaut, der an beiden Enden mit dieselhydraulischen Triebköpfen ausgerüstet war. Der Prototyp wurde mit umspurbaren Laufwerken ausgerüstet, erstmals erprobte man damit spurwechselfähige Triebdrehgestelle.
Die als BT bezeichnete Triebköpfe mit 1150-kW-Dieselmotoren und einer geplanten Höchstgeschwindigkeit von 220 km/h wurden von Krauss-Maffei geliefert. Am 3. April 2000 führte ein Versuchszug, bestehend aus einem BT-Triebkopf und sieben Wagen, eine Demonstrationsfahrt von Madrid nach Puente Genil durch. Dabei wurde in Córdoba zum ersten Mal die Umspurung bei Fahrt demonstriert: der Zug durchfuhr die Umspurungsanlage mit 15 km/h in 60 Sekunden.
Am 12. Juni 2002 stellte die Talgo XXI, bestehend aus den beiden Triebköpfen (355 001 und 002) und drei Mittelwagen, mit 256,38 km/h einen neuen Weltrekord für dieselbetriebene Fahrzeuge auf. Zur Erinnerung daran wurden an den beiden Triebköpfen entsprechende Aufschriften angebracht.
Später wurden zwei Steuerwagen geliefert und zwei vierteilige Züge zusammengestellt, bestehend aus je einem Triebkopf, zwei Mittelwagen und einem Steuerwagen. Nach diversen Messfahrten wurden beide Züge an die spanische Infrastrukturbehörde GIF (später ADIF) verkauft, die sie für Messfahrten auf Hochgeschwindigkeitsstrecken einsetzt.
Die Triebköpfe der Prototypzüge besitzen lediglich ein Triebdrehgestell, während sich das andere Ende bereits auf das Talgo-Fahrwerk des benachbarten Wagens abstützt. In Amerika wurde das Projekt aber auch mit einem vierachsigen Dieseltriebkopf vorgestellt.

#### Talgo 350

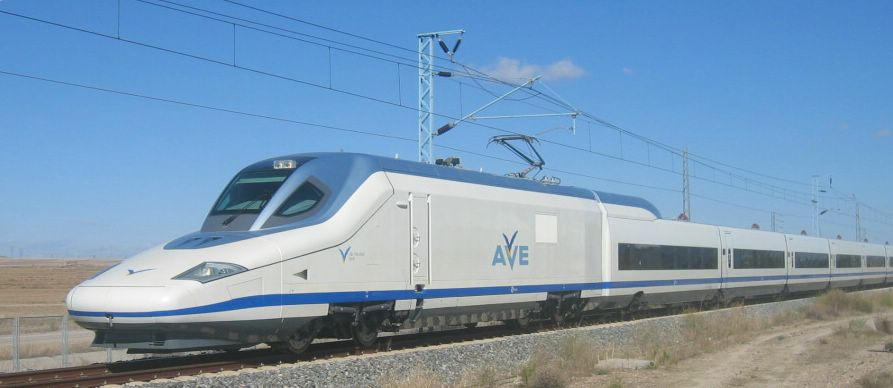
Talgo 350

Seit 2001 baut Talgo zusammen mit Bombardier bis zu 330 km/h schnelle Talgo 350 für die Hochgeschwindigkeitsstrecke Madrid–Barcelona. Die Einheiten entstanden ausschließlich als Triebzüge, die Zugbildung entspricht mit vierachsigen Triebköpfen und einer dazwischenlaufenden Talgoeinheit der der Talgo 250 der Reihe 130. Die Zwischenwagen sind sehr ähnlich den Talgo-7-Wagen, aber die Laufwerke haben eine zusätzliche Bremsscheibe und als einzige Talgowagen eine Primärfederung. Bei der Renfe sind die für 330 km/h zugelassenen Serienzüge seit 2005 als Baureihe 102 eingesetzt. Eine zweite Serie wurde wegen des abweichenden Platzangebotes als Baureihe 112 eingeordnet.
Talgo lieferte für den Einsatz auf der Strecke von Mekka nach Medina in Saudi-Arabien Hochgeschwindigkeitszüge des Typs Talgo 350. Die Triebzüge wurden in Spanien gefertigt. Die Wagen verfügen über die passive Talgo-Pendular-Neigetechnik und sind mit einer Fußbodenhöhe von 760 mm durchgehend niederflurig ausgeführt.

#### Talgo 250 (spurwechselfähig)

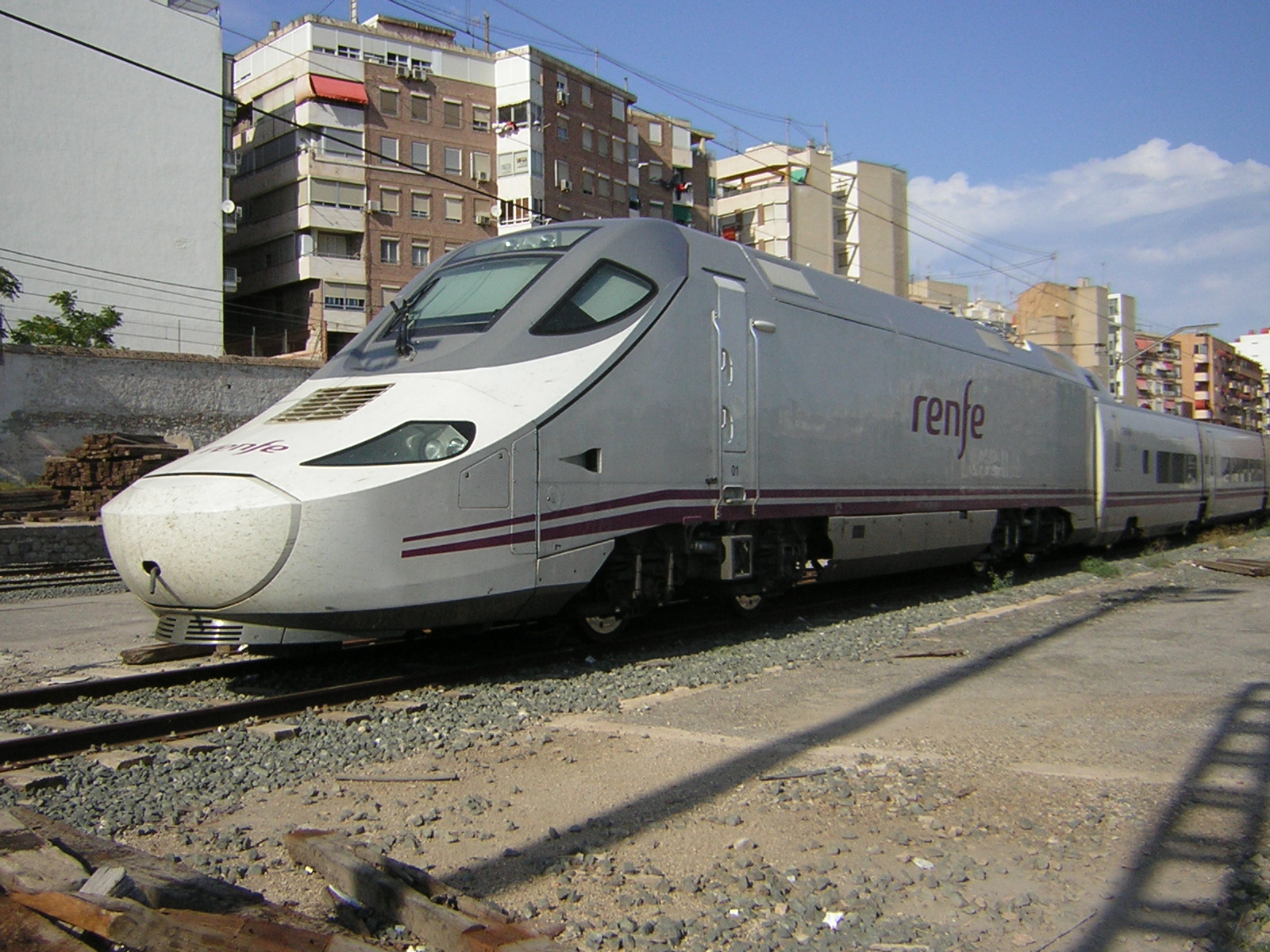
Talgo 250

Seit 2006 werden Talgo-250-Züge gebaut, die sowohl auf den bestehenden Strecken in spanischer Breitspur als auch auf Normalspur insbesondere im spanischen Hochgeschwindigkeitsnetz verkehren können. Die Zwischenwagen entsprechen der Bauart Talgo 7, sie wurden zum Teil aus lokbespannten Einheiten umgebaut und mit einer 25-kV-Dachleitung ausgerüstet. Bei der Renfe sind die Züge als Baureihe 130 eingesetzt.
Die Usbekischen Eisenbahnen (Usbekisch: Oʻzbekiston Temir Yoʻllari, Kode für das Eigentumsmerkmal: UTY) bestellten 2009 zwei Talgo-250-Züge in russischer Breitspur. Der erste Zug wurde im Juli 2011 geliefert. Im Gegensatz zu den von Bombardier ausgerüsteten Zügen der Renfe verfügen die usbekischen Züge über elektrische Ausrüstungen von Ingeteam.

### Projekt Talgo 22
Talgo bietet mit dem Talgo 22 einen „echten“ Doppelstocktriebzug an, der sowohl im unteren als auch im oberen Stock durchgängig begehbar ist. Bisher handelt es sich dabei jedoch nur um ein Projekt, es wurden erst zwei antriebslose Prototypwagen gebaut. Die elektrische Ausrüstung würde von ELIN geliefert werden. Die Züge wurden in den Ausschreibungen für die S-Bahn Zürich und den Schienennahverkehr in der Region Helsinki angeboten.
Der Prototyp wurde im Juni 2005 vorgestellt.

### Talgo Avril

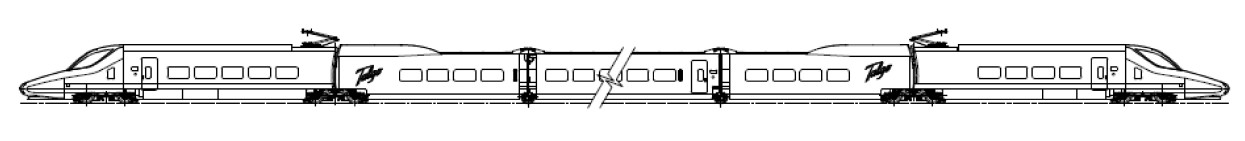
Ursprüngliches Konzept des Talgo Avril mit hochflurigen Endwagen

Im September 2008 stellte Patentes Talgo (heute: Talgo) das Projekt für eine neue Generation Hochgeschwindigkeitszüge unter dem Namen Avril (Eigenschreibweise teilweise auch AVRIL, als Initialwort für Alta Velocidad Rueda Independiente Ligero, deutsch „Hochgeschwindigkeit Losrad Leicht“) vor. Avril ist eine Plattform, aus der Triebzugeinheiten mit unterschiedlichen Längen, Breiten, Spurweiten und Stromsystemen/Antriebsarten abgeleitet werden können.
Die 200 Meter langen Triebzüge sollten zwei Triebköpfe und zwölf Zwischenwagen umfassen, wobei Versionen mit unterschiedlichen Klasseneinteilungen je nach Kundenwunsch angeboten werden können. Die Version mit zwei Wagenklassen und Barabteil hätte mindestens 580 Sitzplätze geboten, wovon ein Viertel der Plätze in der ersten Klasse gewesen wären. Die reine Zweite-Klasse-Version sollte mindestens 700 Sitzplätze bieten. Die Züge sollten in der zweiten Klasse eine 2+3-Bestuhlung und eine 2+2-Bestuhlung in der ersten Klasse aufweisen, einzig die Endwagen der reinen Zweite-Klasse-Züge sollten mit einer 2+2-Bestuhlung geliefert werden. Die dichte Bestuhlung wird durch die nur 13,14 Meter langen Zwischenwagen möglich, die eine Außenbreite von 3,20 Meter erlauben. Die gegenüber früheren Varianten breiteren Wagenkästen sollten dank neuer Laufwerke mit Sekundärfederung in Höhe des Schwerpunktes Wanken oder Pendeln unterbinden und eine maximale Ausnutzung des Fahrzeugumgrenzungsprofils ermöglichen. Das Reservierungssystem sollte gewährleisten, dass die unbeliebten Mittelsitze in der zweiten Klasse nur belegt werden, wenn der Zug eine höhere Auslastung als 80 % aufweist.
Der Wagenboden ist auf 760 Millimeter über Schienenoberkante angeordnet, so dass bei Bahnsteigen nach den neuesten TSI-Normen ohne Stufe eingestiegen werden kann. Die Antriebsausrüstung sollte in den Triebköpfen konzentriert werden. Die geplante betriebliche Höchstgeschwindigkeit sollte mindestens 380 km/h betragen, wofür eine Dauerleistung von 8800 kW notwendig wäre. Die Masse wird mit 287 t angegeben, was eine Antriebsleistung von 27,3 kW/t ergeben hätte. Die Strecke Madrid–Barcelona ließe sich mit dem Talgo Avril in einer Stunde und 45 Minuten bewältigen.

#### Avril-Prototyp G3

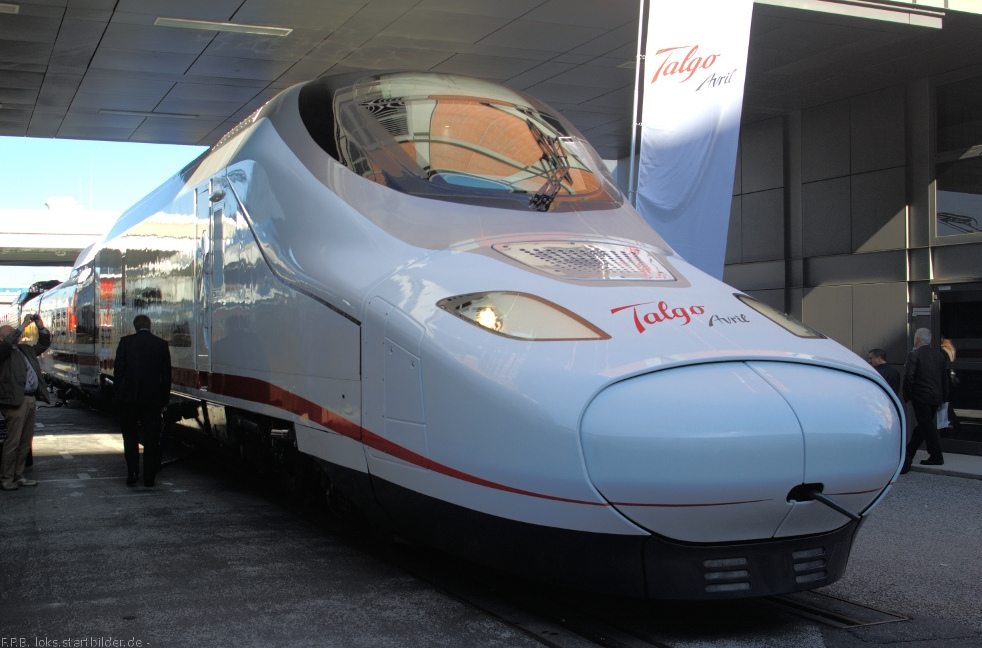
Prototyp G3 des Talgo Avril an der InnoTrans 2012

Das 2010 im Modell vorgestellte Konzept mit teils hochflurigen Wagen und verteilter Antriebstechnik wurde nicht realisiert. An der Innotrans 2012 wurde ein Triebkopf und zwei Wagen eines Prototyp-Zuges G3 vorgestellt. Die erste vollständige Prototypeinheit wurde bis 2013 fertiggestellt und 2014 in Betrieb genommen. Im Oktober 2014 begannen die nächtlichen Erprobungsfahrten auf der Schnellfahrstrecke Madrid–Sevilla bis zu einer Höchstgeschwindigkeit von 300 km/h, danach folgten Probefahrten auf der Schnellfahrstrecke Madrid–Barcelona, wo die Geschwindigkeit von 363 km/h erreicht wurde, was für eine Homologation bis 330 km/h ausreicht, die im Mai 2016 erlangt wurde.
Der Zug ist mit konventionellen Triebköpfen ausgerüstet, besitzt Zwischenwagen mit einer Kastenbreite von 3,2 m, was eine Bestuhlung 2+3 in der Touristenklasse erlaubt. Die vom Talgo 350 abgeleiteten Triebköpfe sind unter Verwendung elektrotechnischer Komponenten von ABB weiterentwickelt worden und mit einer Zweispannungsausrüstung für den Betrieb unter 25 kV mit 50 Hz Wechsel- und 1500 V Gleichspannung ausgerüstet. Die Kopfform und der Unterboden des Zuges wurden aerodynamisch optimiert.

#### Avril-Hochgeschwindigkeitszug F070

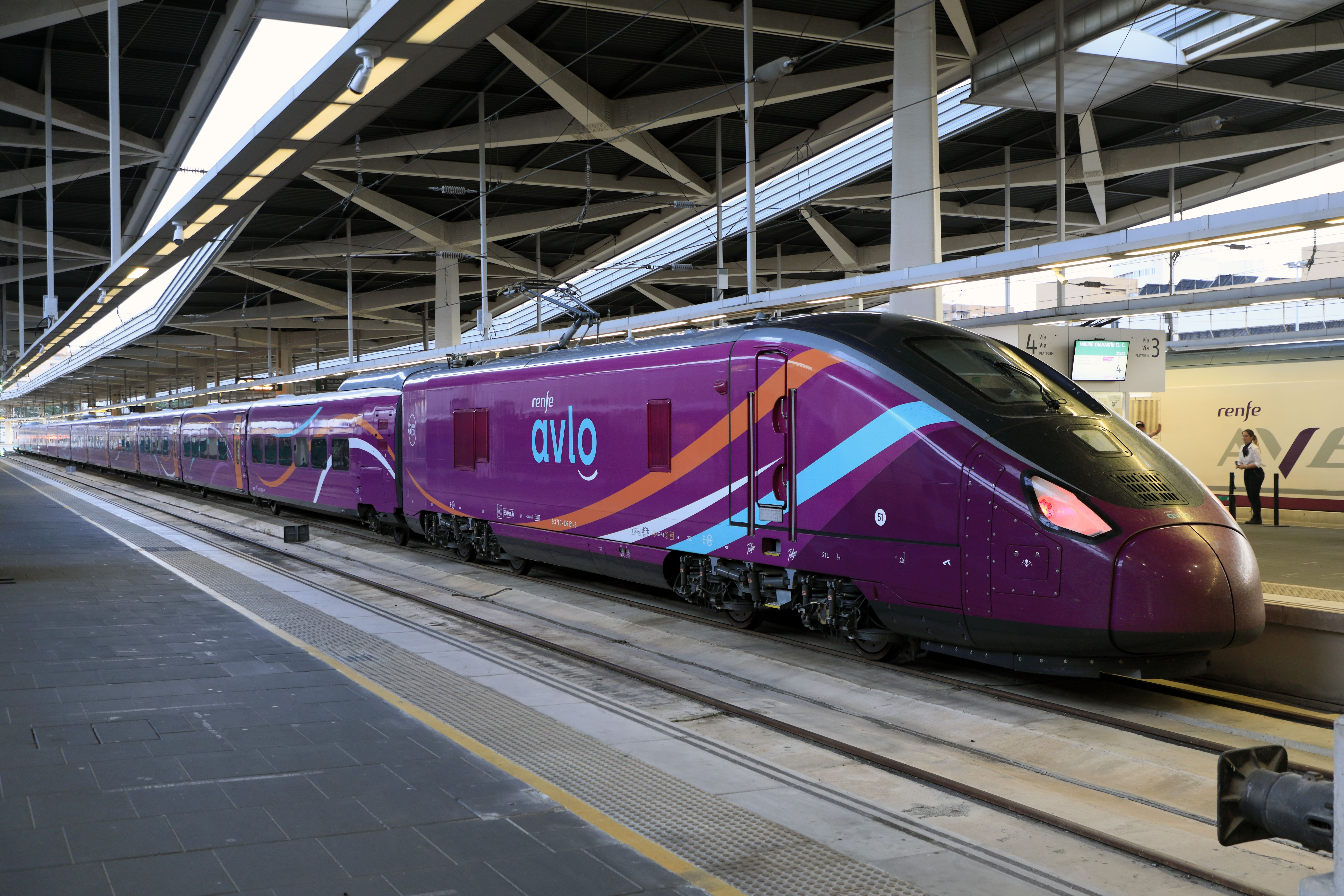
Baureihe 106

Im November 2016 setzte sich Patentes Talgo mit einem auf dem Projekt Talgo Avril basierenden Zug in einer internationalen Ausschreibung der spanischen Staatsbahn Renfe für den Erwerb von 15 Zuggarnituren sowie Option auf 15 weitere für den Hochgeschwindigkeitsverkehr durch. Die neuen Züge sollen im Regelbetrieb 330 km/h erreichen und dank einer 2+2-Bestuhlung in der ersten Klasse sowie einer 2+3-Bestuhlung in der zweiten Klasse Platz für 521 Reisende bieten. Von den 12 Zwischenwagen sind drei der Wagenklasse Preferente und acht der Turista zugeordnet. Zwischen den beiden Wagenklassen befindet sich der Cafeteriawagen. Die normalspurigen Einheiten erhalten Triebköpfe mit einer Dreisystemausrüstung für 25 kV Wechselspannung mit 50 Hz sowie 3 und 1,5 kV Gleichspannung. Sie sollen ebenfalls im französischen Netz verkehren können. Die Züge werden Fahrzeugausrüstungen für die Zugbeeinflussungen ETCS und ASFA erhalten, zehn Einheiten zusätzlich das in Frankreich verwendete System TVM.
Der chinesische Bahnhersteller CRRC erhielt als Unterlieferant für 60 Mio. Yuan, umgerechnet 7,3 Mio. Euro, den Auftrag, das Fahrgastunterhaltungs- und -informationssystem zu liefern. Alle Einheiten der ersten Teilserie werden in die Reihe 106 eingeordnet.
Im Mai 2017 wurde für 495 Mio. Euro die Option für weitere 15 Züge eingelöst, wobei die Instandhaltung der Züge über 30 Jahre im Lieferpreis mit eingeschlossen ist. Die als Reihe 122 eingeordneten Einheiten werden mit umspurbaren Laufwerken ausgerüstet, sodass sie neben den normalspurigen Hochgeschwindigkeitsstrecken auch das iberische Breitspurnetz befahren können.
Ende Juli 2020 verließ der erste Zug der Baureihe 106 das in der Nähe von Miranda de Ebro gelegene Talgo-Werk Rivabellosa und wurde auf Rollböcken über die breitspurige Strecke zum Hochgeschwindigkeitszugsdepot La Sagra in der Nähe von Toledo gebracht, wo die Streckenversuche zum Erlangen der TSI-Zulassung durchgeführt werden.
Am 23. Januar 2023 bestellte das private französische Eisenbahnverkehrsunternehmen Le Train zehn Züge, die ab 2025 ausgeliefert und anschließend im Westen Frankreichs eingesetzt werden sollen.

#### Avril-Prototyp G4
Ein weiterer Prototyp G4 soll gegenüber dem G3 mehr Treibradsätze aufweisen, indem jeder Triebkopf des Zuges neben den eigenen Drehgestellen ein weiteres Triebdrehgestell unter den Zwischenwagen versorgen soll, sodass pro Einheit zwölf angetriebene Achsen vorhanden wären. Damit sollen die Zugeinheiten eine Höchstgeschwindigkeit von 380 km/h erreichen.

#### Kommerzieller Einsatz
Im Oktober 2023 wurden die Einheiten des Typs Avril unter der Baureihenbezeichnung 106 von der Europäischen Eisenbahnagentur (ERA) zugelassen, damit können sie im spanischen Netz eingesetzt werden. Im Februar 2024 begann die Renfe mit der Ausbildung der Triebfahrzeugführer in den neuen Einheiten. Im April 2024 wurden schließlich die ersten Züge an Renfe ausgeliefert; der erste kommerzielle Einsatz erfolgte am 21. Mai 2024.

## Vittal
An der Innotrans 2014 stellte Talgo unter dem Namen Vittal erstmals einen Triebzug für den Regionalverkehr vor. Der vierteilige Zug hat die Achsanordnung Bo’2’2’2’Bo, wobei Talgo für die nicht angetriebenen Laufwerke die Losradtechnik verwenden will. Die Laufwerke bei den Wagenübergängen sind somit keine Jakobsdrehgestelle. Der 78 m lange Zug wird in Normalspur, iberischer Breitspur und russischer Breitspur angeboten. In der Nahverkehrsvariante bietet der Zug 190 Sitzplätze und 320 Stehplätze, in der Interregio-Variante 212 Sitzplätze. Die Höchstgeschwindigkeit soll 160 km/h betragen, wofür eine Leistung von 2 MW für den 131,5 t schweren Zug notwendig ist. Der Zug soll entweder einen rein elektrischen Antrieb erhalten oder als Zweikraftfahrzeug ausgeführt werden. Alle Versionen werden eine maximale Achsfahrlast von 22 t aufweisen und eine Wagenbodenhöhe von 550 mm haben. Talgo plant, einen Versuchszug zur Absicherung des Konzeptes zu bauen.

## Europa

### Talgo-Züge in Deutschland

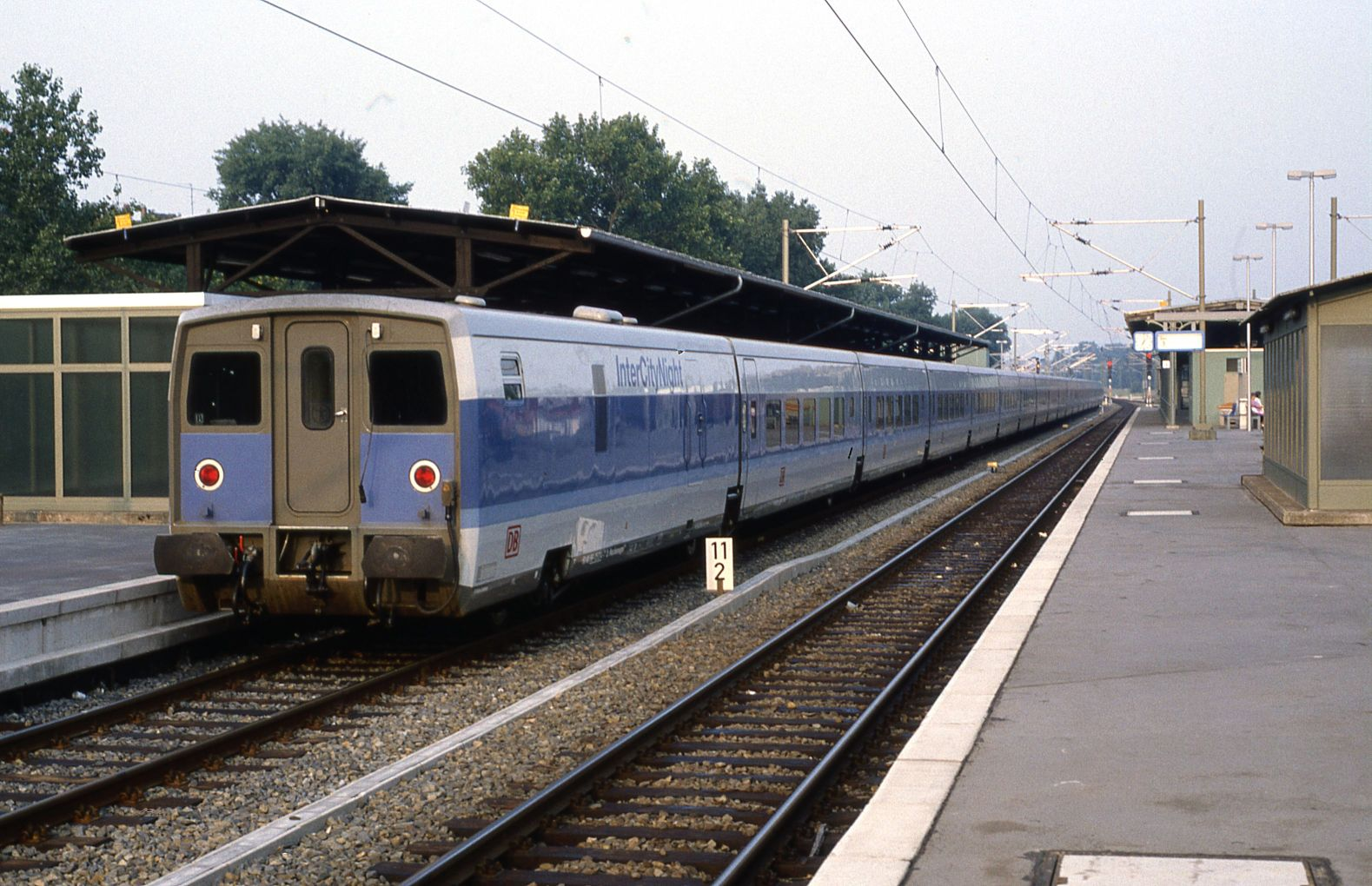
Talgo-Zug der DB im mittlerweile veralteten InterCityNight-Design gemäß den Produktfarben der Deutschen Bundesbahn

Ab November 1988 begann die Deutsche Bundesbahn umfangreiche Testfahrten mit geliehenen Talgo-Garnituren der Renfe. Nachdem diese Tests erfolgreich verlaufen waren, entschied sich die DB für den kommerziellen Einsatz der Talgo-Technik. Im Juni 1992 bestellte die DB fünf Talgo-6-Kompositionen für den Nachtzugeinsatz, weitere zwei Züge 1995. Zum Sommerfahrplan 1994 wurde der fahrplanmäßige Talgo-Verkehr in Deutschland aufgenommen. Die Züge wurden von Talgo Deutschland, einer Tochtergesellschaft von Talgo, S.A., im Talgo-Werk Berlin Warschauer Straße gewartet. Die Züge wurden bis zum Dezember 2009 auf den Verbindungen München–Berlin und München–Hamburg eingesetzt. Einsätze nach Spanien und Russland wurden verworfen. Zum Fahrplanwechsel im Dezember 2009 wurden die Talgo-Wagenzüge abgestellt und durch herkömmliche Schlaf-, Liege- und Sitzwagen aus dem Wagenpark der DB NachtZug ersetzt.
Im Februar 2019 hat die Deutsche Bahn dem Hersteller Talgo einen Großauftrag über rund 550 Millionen Euro für zunächst 23 bis zu 230 km/h schnelle 17-teilige Fernverkehrszüge mit je einer Zweisystemlokomotive erteilt. Im Mai 2023 wurde der Auftrag auf 79 Züge erhöht. Der Rahmenvertrag sieht die Lieferung von bis zu 100 Zugeinheiten der Bauart Talgo 230 vor.
Diese sollten ab 2023 unter der Bezeichnung ICE L auf der Strecke Berlin–Amsterdam und einigen touristischen Strecken eingesetzt werden. Die Inbetriebnahme verzögerte sich jedoch.

### Talgo-Züge in Dänemark
Die Danske Statsbaner haben acht Wageneinheiten mit je 440 Sitzplätzen in 13 Wagen bei Talgo bestellt, die ab 2024 mit neuen Vectron-Lokomotiven zwischen Kopenhagen und Hamburg eingesetzt werden. Die Züge mit einer Höchstgeschwindigkeit von 200 km/h basieren auf der Plattform Talgo 230 und werden im Anschluss an die von der Deutschen Bahn bestellten ICE L gefertigt. Es wurde ein Instandhaltungsvertrag über 16 Jahre abgeschlossen.

### Talgo-Züge in Russland und via Belarus – Polen nach Deutschland

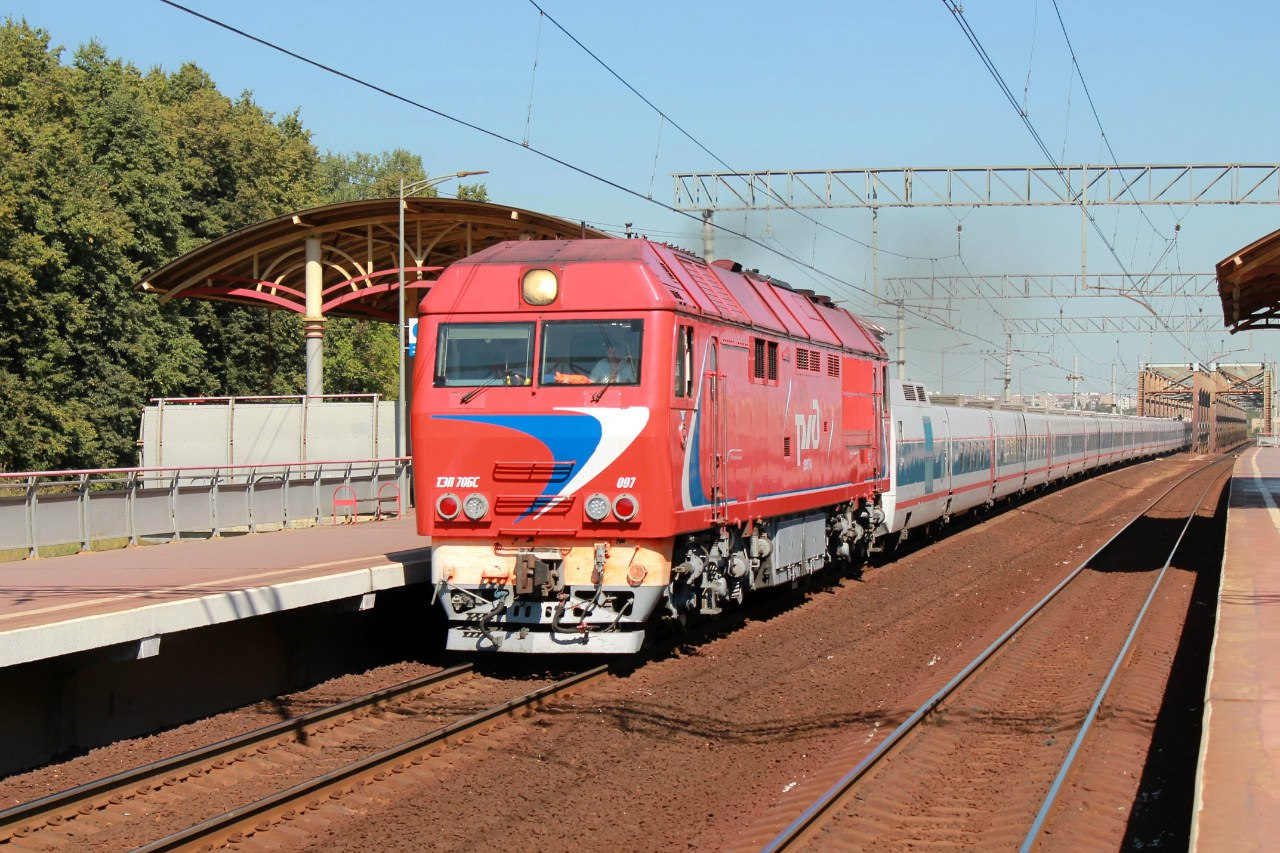
Diesellokomotive ТЭП70БС-097 vor dem Strizh in Moskau

Im Juni 2011 bestellte die russische Bahn sieben als Strizh bezeichnete Talgo-Züge zu zwanzig Wagen, die mit passiver Neigetechnik ausgerüstet sind. Davon sind drei Züge mit automatisch umspurbaren Laufwerken ausgerüstet und für den Einsatz auf der Linie Moskau–Berlin, nach früherer Planung auch Moskau–Kiew vorgesehen. Ein Zug wurde ab Sommer 2014 auf dem Versuchsring Velim erprobt. Am 17. Dezember 2016 wurde die Verbindung Moskau – Berlin mit zunächst zwei Zugpaaren je Woche aufgenommen, wobei durch die neue automatische Spurwechselanlage in Brest die Reisezeit auf etwas über 20 Stunden reduziert werden konnte.
Die vier mit Breitspurradsätzen ausgerüsteten Züge werden auf innerrussischen Verbindungen eingesetzt. Die Betriebsaufnahme erfolgte im Juni 2015 auf der Strecke Moskau–Nischni Nowgorod mit zunächst fünf täglichen Zugpaaren. Die 440 Kilometer lange Verbindung wird bei einer Höchstgeschwindigkeit von 200 km/h und drei Unterwegshalten in drei Stunden und 35 Minuten bewältigt.
Die russischen Einheiten entsprechen der Bauart Talgo VIII, wie der neue Talgo Amtrak Cascades II. Sie sind an den Betriebskuppelenden mit Unilink-Kuppelköpfen ausgerüstet, die das Kuppeln mit Fahrzeugen mit Schraubenkupplung und Kuppelköpfen mit Willison-Profil wie der Bauform SA-3 ohne Umrüstarbeiten ermöglichen.

### Talgo-Züge in Bosnien und Herzegowina
Die Eisenbahnen der Föderation Bosnien und Herzegowina (ŽFBH) haben im Juli 2005 neun neunteilige Talgo-Garnituren bestellt, die technisch vom Talgo 7 abgeleitet, aber nicht spurwechselfähig sind. Fünf Einheiten wurden als Tageszüge eingerichtet (Endwagen erster Klasse, Wagen erster Klasse mit Rollstuhlbereich, Cafeteriawagen, fünf Wagen zweiter Klasse und Endwagen zweiter Klasse; insgesamt 237 Plätze), vier Einheiten als Nachtzüge (Endwagen mit Ruhesesseln, zwei Ruhesesselwagen, Schlafwagen, Cafeteriawagen, drei Wagen zweiter Klasse und Endwagen zweiter Klasse; insgesamt 186 Plätze).
Der fahrplanmäßige Einsatz auf den Strecken von Sarajevo nach Ljubljana, Zagreb und Belgrad sollte 2011 beginnen, die Lieferung erfolgte erst im Frühjahr 2012. Probefahrten wurden im Mai und Juni 2012 durchgeführt, der Einsatz fand aber zunächst nicht statt, da das Streckennetz in Bosnien und Herzegowina zu schlecht für schnell fahrende Reisezüge ist. Nach längerer Standzeit wurden die Züge Ende 2013 an die Türkei vermietet. Am 26. September 2016 begann der Einsatz in einem täglichen Zugpaar zwischen Sarajevo und Doboj. Seit Juni 2017 verkehren auch auf der mittlerweile sanierten Strecke zwischen Sarajevo und Čapljina über Mostar täglich zwei Züge pro Richtung.
Während bisher nur die Tageszüge zum Einsatz kamen, wird der erste Nachtzug seit 3. Juli 2018 in einem täglichen Zugpaar zwischen Sarajevo und Bihać über einen wieder in Betrieb genommenen Abschnitt der Una-Bahn eingesetzt.
Die Eisenbahnen der Republika Srpska (ŽRS) haben ebenfalls fünf Zuggarnituren bestellt.

### Talgo-Züge in Frankreich, Italien und der Schweiz

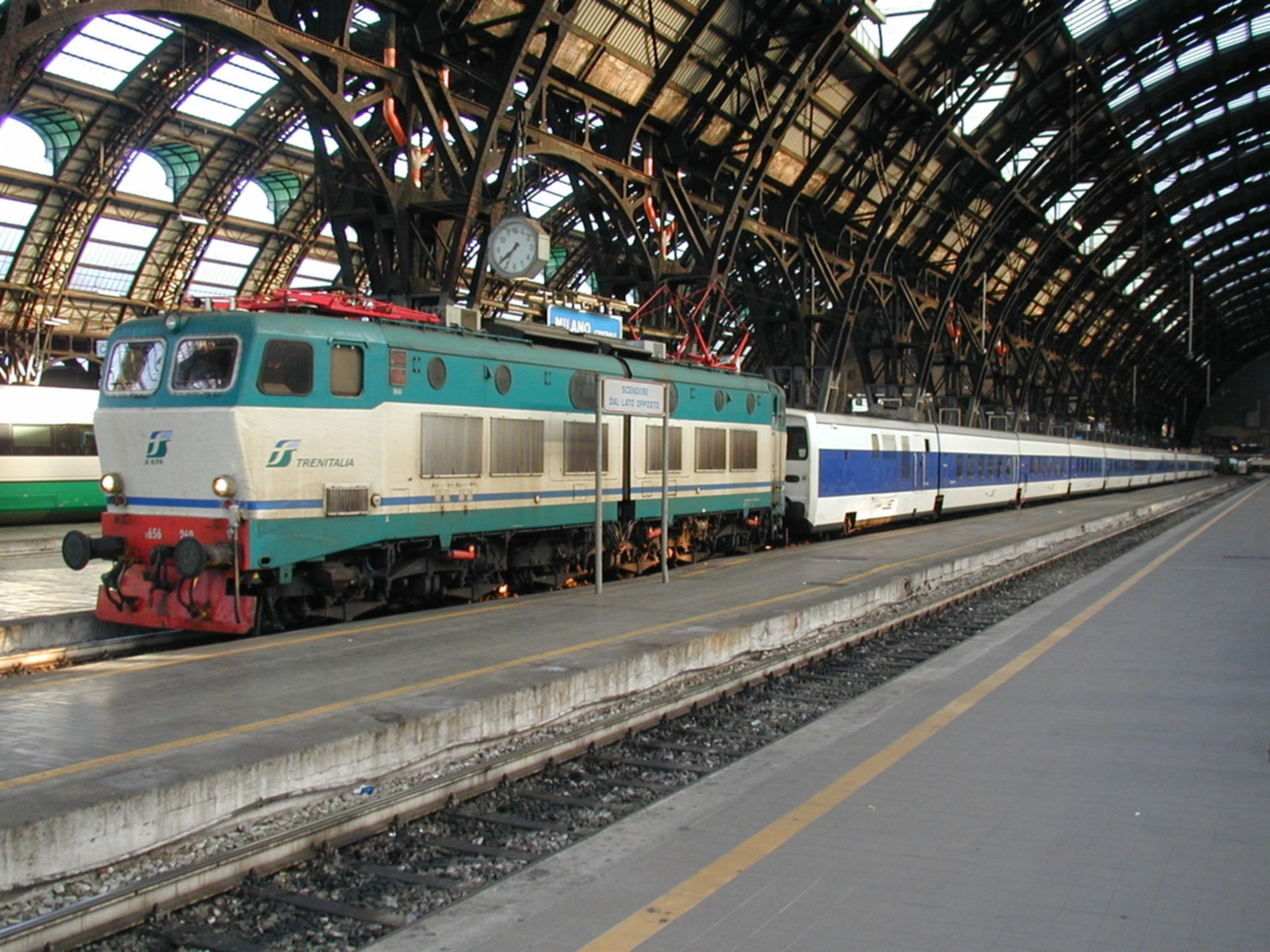
EN 11273 Salvador-Dalí in Milano Centrale (2007); dieser Flügelzug wurde später in Chambéry mit dem Stammzug EN 273 aus Zürich HB zur Weiterfahrt nach Barcelona-França vereinigt

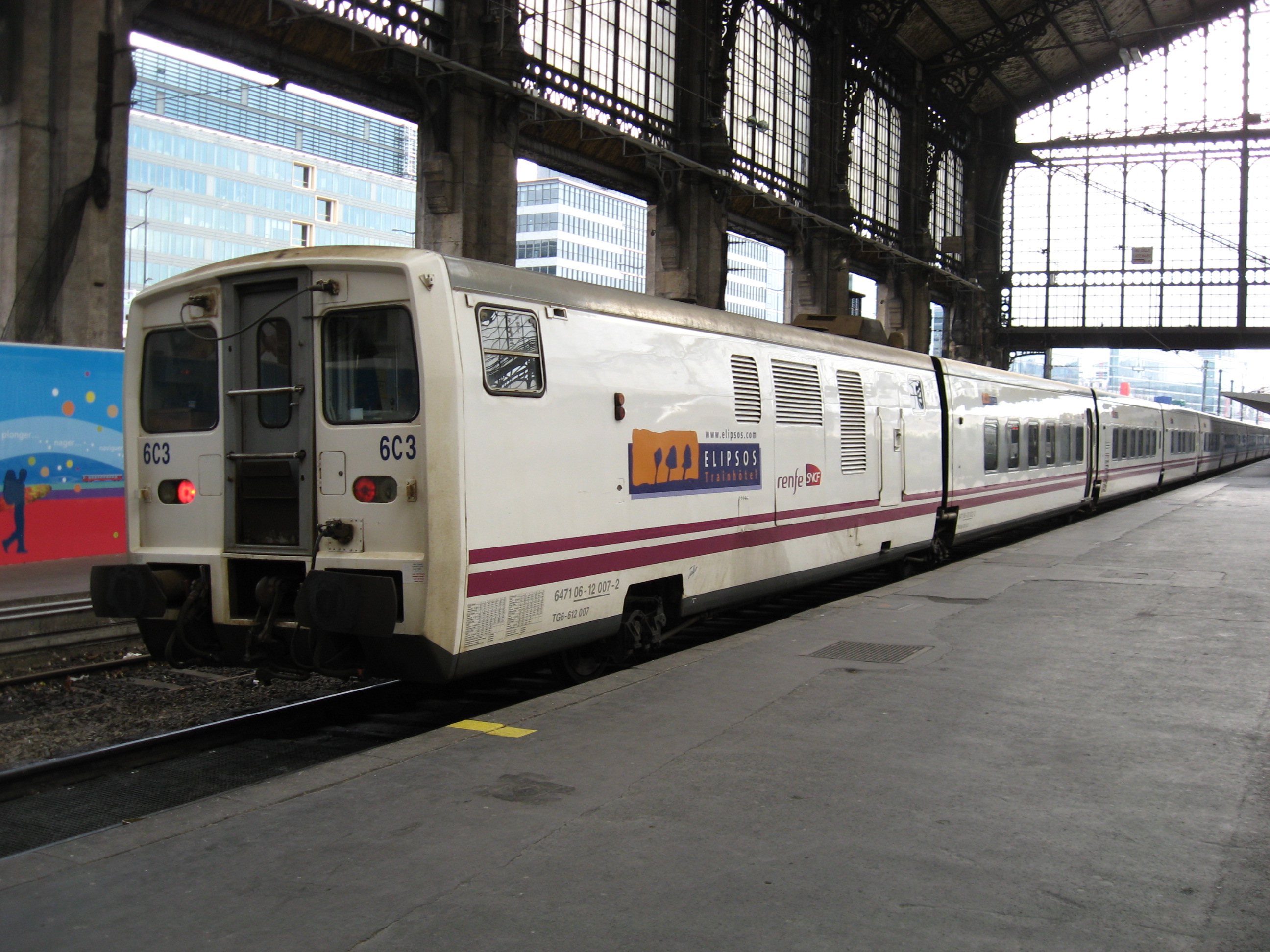
Elipsos Trenhotel im Bahnhof Paris Gare d’Austerlitz (2009); neben dem Logo von Elipsos finden sich die Logos von Renfe und SNCF

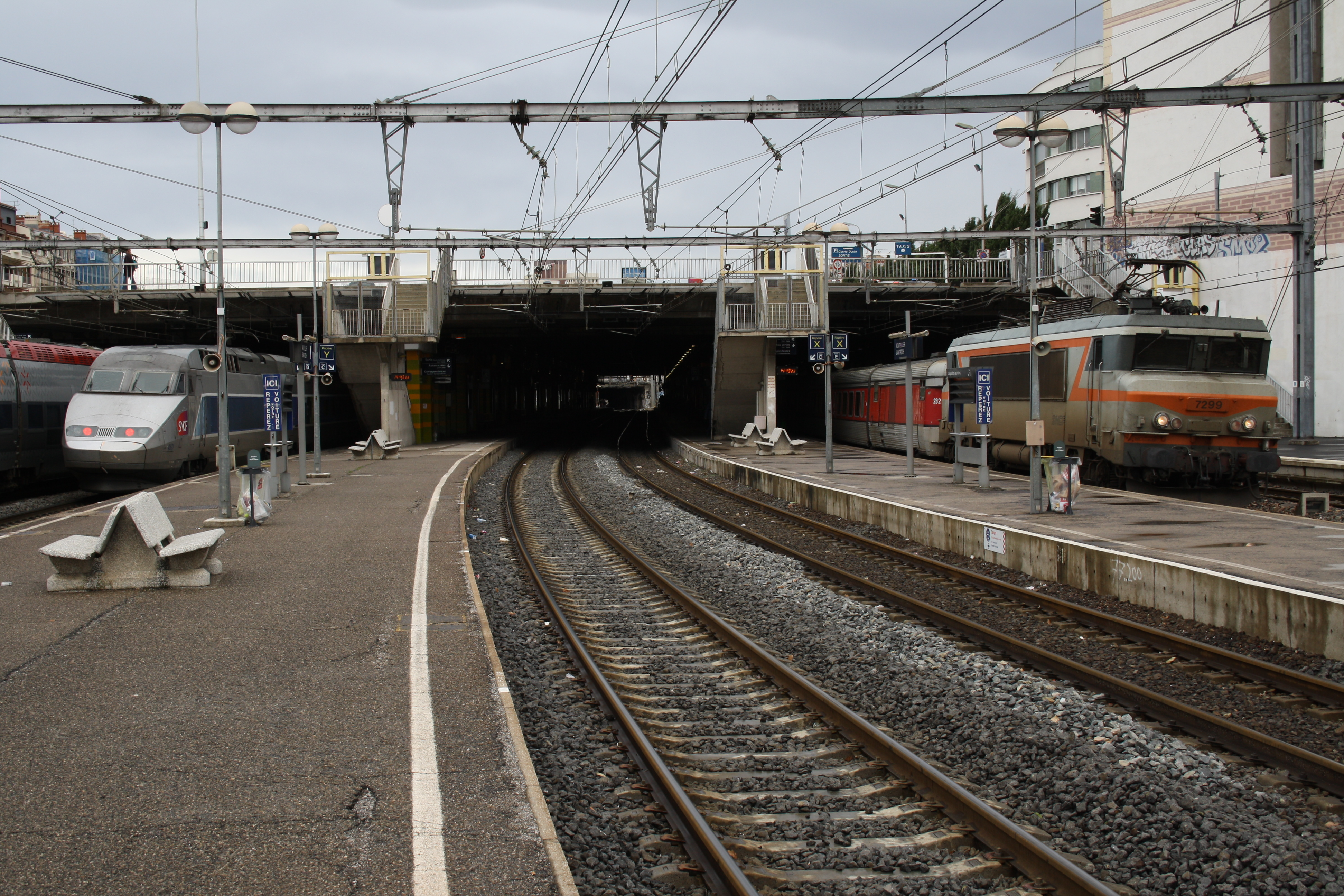
TGV Réseau (links) und Talgo III RD hinter einer SNCF-Elektrolokomotive der Baureihe BB 7200 im Bahnhof Montpellier-Saint-Roch (2009)

Die französische SNCF, die italienische Staatsbahn Trenitalia und die Schweizerischen Bundesbahnen (SBB) besitzen bzw. besaßen jeweils keine eigenen Talgo-Züge. Jedoch haben die SNCF und die spanische Staatsbahn Renfe im Jahr 2001 die gemeinsame Betreibergesellschaft Elipsos Internacional nach spanischem Recht gegründet, welche die internationalen Talgo-Nachtzugverbindungen betrieb und bewirtschaftete. Die Gesellschaft gehörte zu gleichen Teilen der Renfe und der SNCF, weshalb an den Fahrzeugen beide Logos nebeneinander angebracht waren. Die Nachtzüge verkehrten unter dem Namen Elipsos Trenhotel bis Ende 2012 bzw. 2013.
Alle Elipsos-Hotelzüge führten Schlafwagen in drei verschiedenen Komfortklassen und Sitzwagen der ersten Klasse mit jeweils 20 Ruhesesseln. Sitzplätze in der zweiten Klasse und Liegewagen wurden nicht angeboten. Die Fahrradmitnahme war nicht möglich, ausgenommen davon waren zerlegte und in Transportsäcken verpackte Räder, die als Gepäckstück gelten. Die Züge waren der internationalen Zugkategorie EuroNight zugeordnet. Zusätzlich trug jedes Zugpaar den Namen eines spanischen Künstlers. Die Züge konnten nur grenzüberschreitend genutzt werden, reine Inlandsfahrten waren nicht gestattet. Einzige Ausnahme war das Zugpaar Joan Miró, das auch im französischen Binnenverkehr zwischen Paris und Perpignan bzw. umgekehrt genutzt werden konnte, solange der Halt in Perpignan bestand.
Bis Ende 2013 wurde unter dem Namen Joan Miró die Verbindung von Paris über Figueres, Girona nach Barcelona sowie unter dem Namen Francisco de Goya die Verbindung von Paris mit Vitoria-Gasteiz, Burgos, Valladolid und Madrid angeboten. Die Züge verkehrten täglich zwischen Madrid-Chamartin und Paris Gare d’Austerlitz sowie zwischen Barcelona-França und Paris Gare d’Austerlitz.
Die Verbindungen von Barcelona über Perpignan nach Zürich und Mailand wurden Ende 2012 eingestellt. Sie verkehrten dreimal wöchentlich als Pau Casals nach Zürich Hauptbahnhof und als Salvador Dalí nach Milano Centrale.
Der Pau Casals endete zunächst in Bern und wurde dann zum 1. März 1990 nach Zürich verlängert. Nebst kommerziellen Zwischenhalten in Bern, Freiburg, Lausanne, Genf, Perpignan, Figueres und Girona sah der Fahrplan des Pau Casals weitere zwei Betriebshalte vor – in Chambéry zur Vereinigung/Trennung mit dem Flügelzug Salvador Dalí von/nach Mailand und in Portbou an der katalanisch-französischen Grenze zur Umspurung zwischen spanischer Breitspur und europäischer Normalspur. Das Zugpaar Joan Miró wurde ebenfalls in Portbou umgespurt, jedoch zeitlich versetzt zum doppelt geführten Zug nach Zürich bzw. nach Mailand. Der Pau Casals verkehrte zuletzt 17-teilig (2 Generatorend- und 15 Zwischenwagen).
Mit der Einstellung dieser Verbindungen endete auch der Einsatz der Talgo-Züge in Frankreich, Italien und der Schweiz. Als Ersatz bietet Elipsos seit Ende 2013 Hochgeschwindigkeitsverbindungen mit TGV- und AVE-Zügen zwischen Frankreich und Spanien unter dem Namen Renfe-SNCF en cooperación / en coopération an.

## Außerhalb Europas

### Talgo-Züge in den USA und Kanada

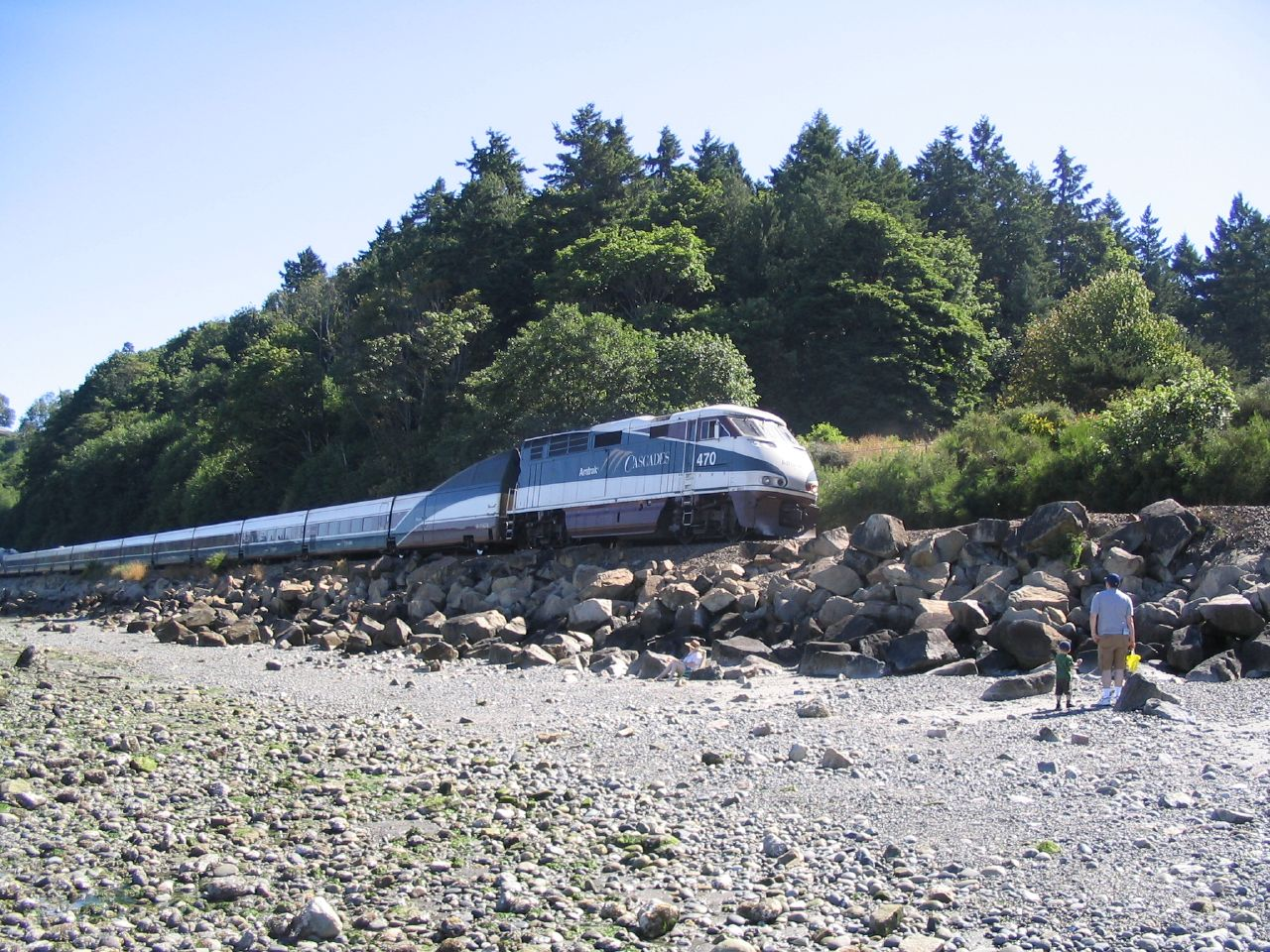
Amtrak Cascades 2006

Die US-amerikanische Bahngesellschaft Amtrak betreibt in Zusammenarbeit mit dem Bundesstaat Washington an der Westküste der USA die Amtrak-Cascades-Züge. Sie fahren auf der 752 km langen internationalen Verbindung Eugene–Portland–Seattle–Vancouver. Seit Februar 1998 werden vier aus der Talgo-6-Generation abgeleitete Züge eingesetzt, deren Endwagen auffällige Blenden haben, damit sie optisch besser zu den viel höheren amerikanischen Diesellokomotiven passen. Ein weiterer Zug wurde ursprünglich für den Verkehr Los Angeles–Las Vegas beschafft, dort aber nie eingesetzt. Ab 2003 wurden diese Wagen ebenfalls für die Amtrak-Cascades-Züge eingesetzt. Diese Züge werden mit einer Amtrak-Diesellok Typ F59PHI bespannt, als Steuerwagen dient eine umgebaute F40PH (jetzt ohne Antrieb).
Zwei Talgo-Wendezüge wurden für den Einsatz in Wisconsin gebaut, aber aufgrund von Sparmaßnahmen und Uneinigkeit über die Instandhaltung bis jetzt nicht in Betrieb genommen. Außerdem wurden bis 2013 zwei Züge für den Einsatz in Oregon gebaut. Die neuen Züge werden mit einer Amtrak-Diesellok Typ P42DC bespannt und sind mit neuentwickelten Steuerwagen ausgestattet.

### Talgo-Züge in Kasachstan
Nachdem im Juni 2000 Probefahrten mit zwei fünfteiligen Talgo-Zügen in Kasachstan erfolgreich verlaufen waren, entschloss sich die Kasachische Staatsbahn dazu, eigene Talgo-Züge zu beschaffen. Hierzu unterzeichnete sie im Oktober 2000 einen Vertrag zur Lieferung von drei Zügen des Typs Talgo 200 – ein zwölfteiliger Tagesreisezug, bestehend aus zehn Reisezugwagen und zwei Maschinenendwagen, sowie zwei 22-teilige Hotelzüge mit 20 Reisezugwagen und zwei Maschinenendwagen. Der Tagesreisezug wurde bereits am 18. November 2001 abgenommen und nahm im Dezember 2001 den Betrieb im Fernverkehr auf. Im Juni 2003 folgten die beiden Hotelzüge, welche seit dem 13. September 2003 im planmäßigen Nachtverkehr eingesetzt sind.
Die drei Talgo-Garnituren der Kasachischen Staatsbahn sind für eine Höchstgeschwindigkeit von 220 km/h ausgelegt und somit die schnellsten Züge in Kasachstan. Zur besseren Unterscheidung tragen sie neben ihren Betriebsnummern zusätzlich auch Namen, wie zum Beispiel Tulpar und Fatima. Die Züge sind in russischer Breitspur ausgeführt, besitzen aber im Hinblick auf einen möglichen Einsatz nach China bereits spurwechselfähige Radsätze für die europäische Normalspur. Gewartet werden die drei Garnituren in Zusammenarbeit mit der kasachischen Tochterfirma Talgo in Almaty. Im Jahre 2004 wurden speziell für die Talgo-Garnituren vierachsige elektrische Lokomotiven des Typs KZ4A aus China beschafft, die unter Lizenz der deutschen Firma Siemens bei Zhuzhou Electric Locomotive Works gebaut wurden. Die farblich den Zügen angepassten Lokomotiven haben eine der SBB Re 460 ähnliche Kastenform. Die Höchstgeschwindigkeit der Lokomotiven ist auf 200 km/h beschränkt, wodurch die zulässige Geschwindigkeit der Wagen nicht ausgenutzt werden kann.
Die beiden kasachischen Talgo-Nachtzüge sind in ihrer Ausstattung ähnlich den Zügen der DB. Neben den Wagen mit fünf Zweibettabteilen werden jedoch auch Wagen mit fünf Vierbettabteilen angeboten. Die beiden 22-teiligen Hotelzüge der KTZ setzen sich wie folgt zusammen:
- 12 Schlafwagen der Touristenklasse (4 Betten je Abteil)
- 3 Schlafwagen der Business-Klasse (1 bis 2 Betten je Abteil)
- 3 Schlafwagen der Deluxe-Klasse (1 bis 2 Betten je Abteil mit Dusche)
- 1 Bistrowagen
- 1 Restaurantwagen
- 1 einachsiger Maschinenendwagen
- 1 zweiachsiger Maschinenendwagen

Beim zwölfteiligen Tageszug werden 25 reservierungspflichtige Sitzplätze je Wagen angeboten.
2010 wurden 420 weitere Talgo-Wagen bestellt. Teilweise werden diese in einem neuen Werk in Astana endmontiert. Seit 2016 werden die Wagen mit einer Breite von 3200 statt 2850 mm gebaut; diese Variante ist in Belarus, Kasachstan, Kirgisistan und Russland zugelassen.
Der Talgo-Tageszug verkehrte ab Dezember 2001 zweimal wöchentlich zwischen der Hauptstadt Astana und der größten Stadt des Landes Almaty auf der wichtigsten Verbindung Kasachstans. Diese 1327 km lange Strecke wurde in etwa 12 bis 13 Stunden zurückgelegt. Der Talgo-Zug bot durch seine höhere Geschwindigkeit eine deutliche Fahrzeitverkürzung auf dieser Verbindung, für die konventionelle Züge etwa 20 bis 22 Stunden benötigen. Seit dem 13. September 2003 wird die Strecke Astana–Almaty mit den beiden später abgelieferten Nachtzügen täglich bedient. Der Tageszug verkehrt fortan auf der Strecke Almaty–Schymkent, die dreimal wöchentlich bedient wird.

### Talgo-Züge in Usbekistan

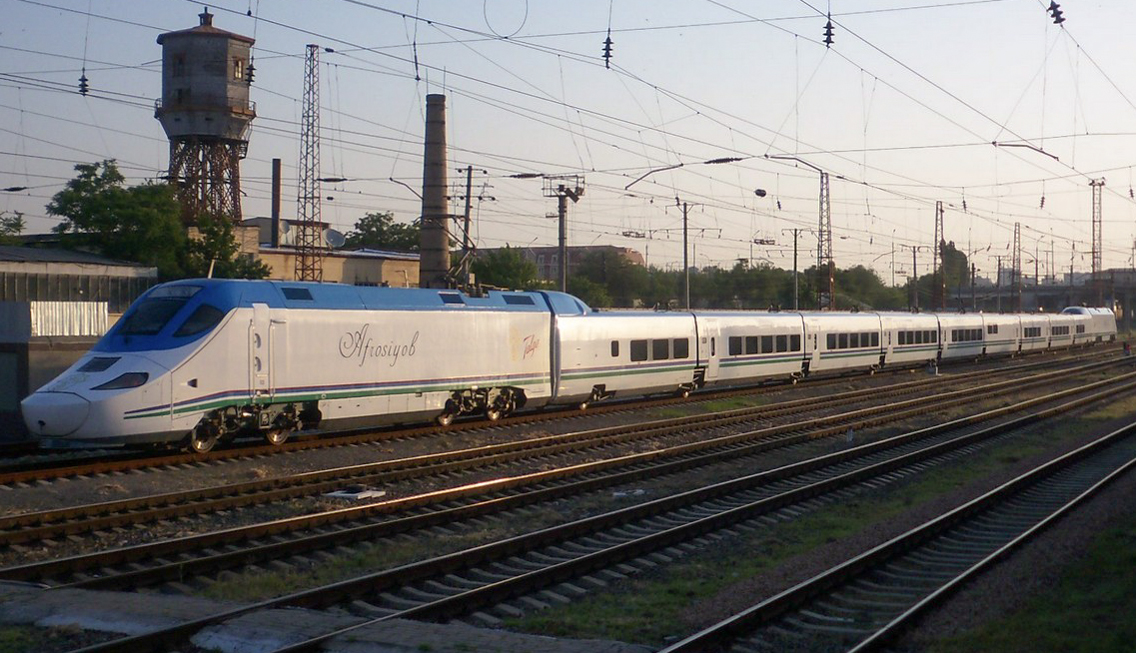
Afrosiyob 2016

Im Jahr 2009 erwarb die usbekische Staatsbahn Oʻzbekiston Temir Yoʻllari zwei vom Talgo 250 abgeleitete Garnituren für den Hochgeschwindigkeitsverkehr zwischen den Städten Taschkent, Jizzax und Samarqand. Die Züge, die unter dem Markennamen Afrosiyob verkehren, wurden 2011 geliefert und erreichen eine Höchstgeschwindigkeit von 250 km/h. Anders als die spanischen Triebzüge der Reihe 130 sind die usbekischen nicht spurwechselfähig und nur für den Betrieb mit 25 kV Wechselspannung und auf russischer Breitspur ausgelegt. Im Jahr 2015 erwarb die usbekische Bahn zwei weitere Garnituren für die Erweiterung der Schnellfahrstrecke von Samarqand nach Buxoro. Diese ging im August 2016 in Betrieb. Die 600 km zwischen Taschkent und Buxoro legt ein Afrosiyob in drei Stunden und 20 Minuten, statt wie vorher in rund sieben Stunden zurück. Bereits im August 2015 wurde die Bahnstrecke von Samarqand nach Qarshi eröffnet.

### Talgo-Züge in Saudi-Arabien

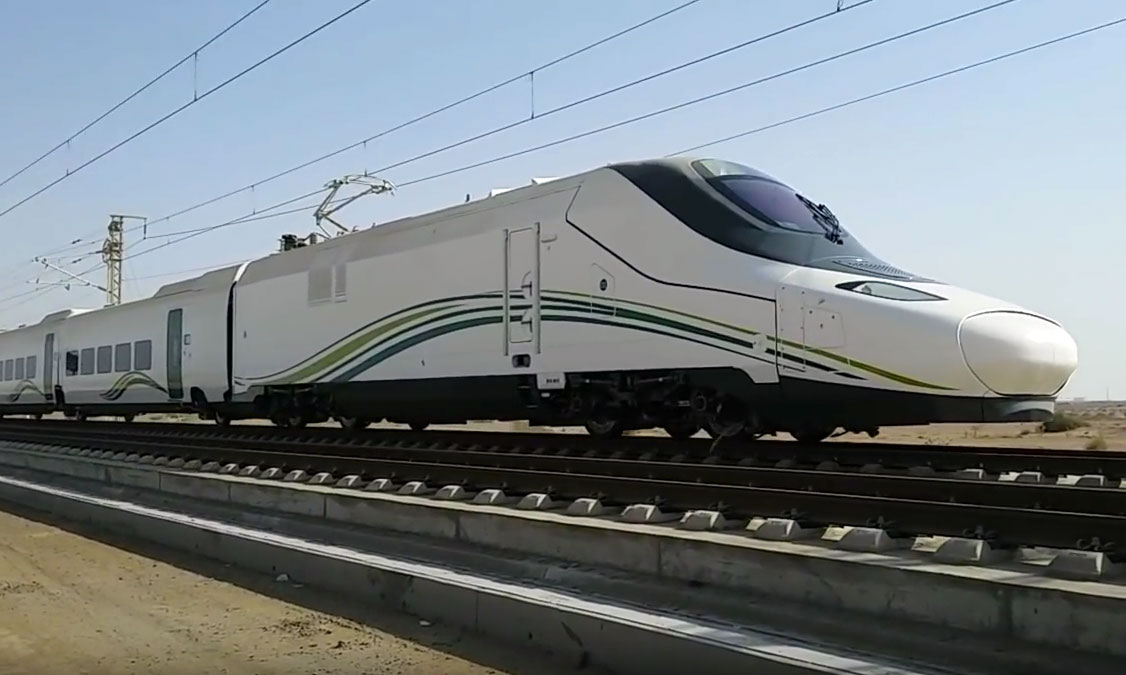
Haramain Express für Saudi-Arabien im Dezember 2015

Für die Bahnstrecke Medina–Mekka bestellte die Saudi Railways Organisation 36 Talgo 350 Züge. Diese basieren weitestgehend auf der RENFE-Baureihe 112 erhielten jedoch einige Modifikationen die den Betrieb unter extremen klimatischen Bedingungen erleichtern sollen. Unter anderem verfügt jeder Zug über 13 Wagen mit je zwei voneinander unabhängigen Klimaanlagen, um deren Funktion auf jeden Fall sicherzustellen. Ein Zug bietet 417 Sitzplätze in zwei Wagenklassen. Eine Garnitur wird als Hofzug für den saudischen König verwendet und erhielt eine besondere Ausstattung.
Die Züge verkehren seit dem 11. Oktober 2018 im Fahrgastbetrieb als Haramain high-speed railway.

### Talgo-Züge in Argentinien

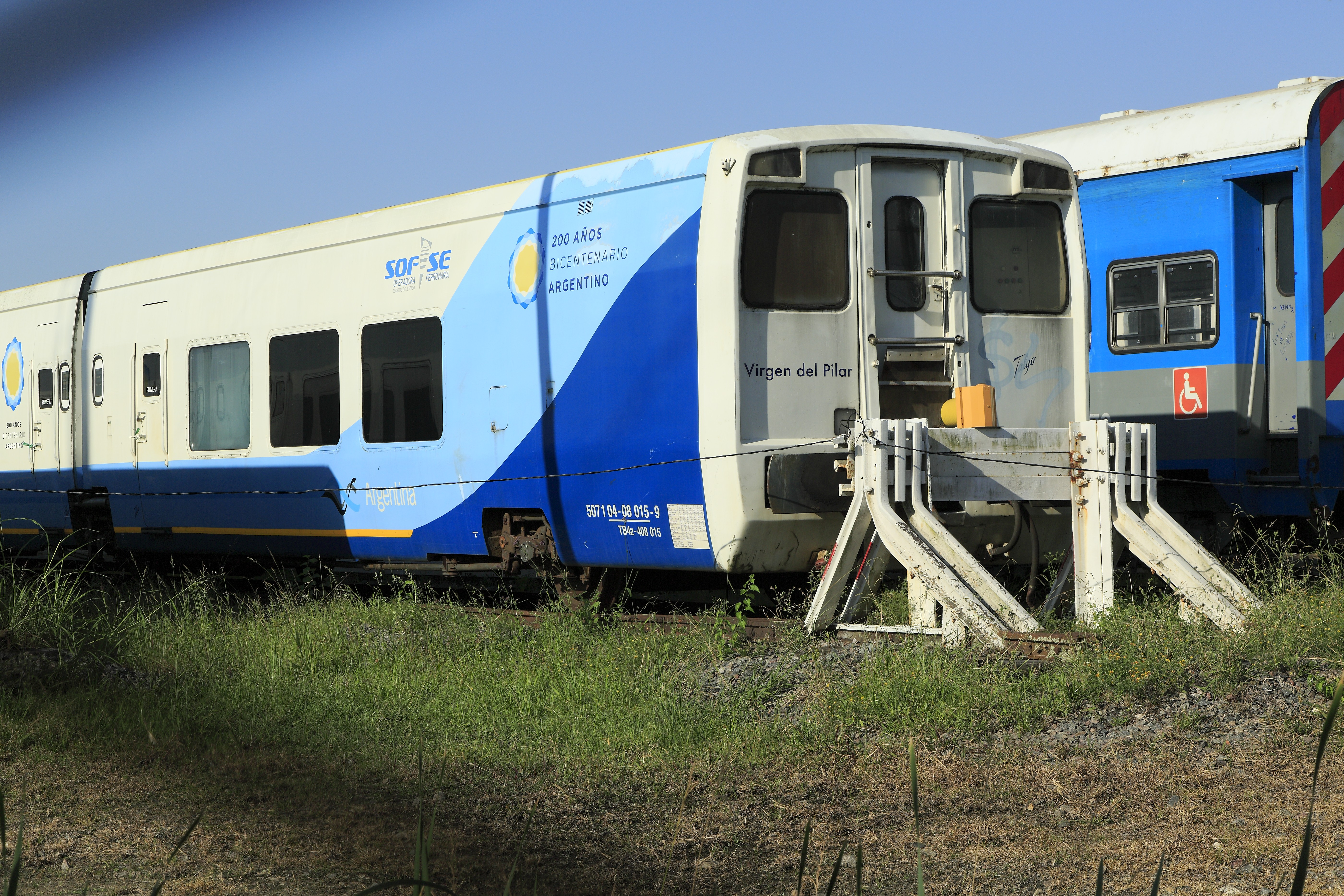
Talgo-Einheit mit Endwagen TB4z-408 015 im Bw Victoria, 19. Februar 2019

Im Rahmen des Vertrags zur Zusammenarbeit zwischen Spanien und Argentinien im Bereich der Eisenbahn übernahm Argentinien zwei gebrauchte Talgo-IV-Einheiten aus Spanien. Die Neunwagenzüge wurden ab Juli 2011 im Fernverkehr zwischen Buenos Aires und dem Seebad Mar del Plata eingesetzt, inzwischen sind sie in den Werkstätten von Victoria in Buenos Aires betriebsfähig abgestellt.

## Sonstiges
1954 lief bei der New Haven Railroad (NH) in den USA ein Talgo-Vorführzug. Daraufhin baute Pullman 1956 nach Talgo-Vorbild für die NH zwei an US-Verhältnisse angepasste Zuggarnituren. Der „Daniel Webster“ genannte Zug wies an beiden Enden je eine dieselhydraulische Lokomotive von Baldwin-Lima-Hamilton auf. Der fünfzehnteilige „John Quincy Adams“ war beiderseits mit je einer Diesellok von Fairbanks-Morse bespannt.